# Русский батальон 18-й Словенской ударной Базовицкой бригады
Русский батальон 18-й Словенской ударной Базовицкой бригады (словен. Ruski bataljon 18. slovenske narodnoosvobodilne udarne brigade «Bazoviške») — подразделение в составе 18-й Словенской ударной Базовицкой бригады Народно-освободительной армии Югославии (НОАЮ), действовавшей на территории Словенского Приморья в годы Второй мировой войны. В организационной структуре бригады батальон имел 2-й порядковый номер. В октябре 1943 года в составе бригады была сформирована так называемая «русская» рота, а в марте 1944 года — 2-й «русский» батальон под командованием А. И. Дьяченко, ставший впоследствии самым крупным и известным боевым подразделением из советских граждан в НОАЮ.
Батальон был штурмовым и неоднократно поощрялся благодарностями командования 9-го корпуса НОАЮ и 30-й дивизии. Согласно отчёту штаба 9-го корпуса, 2-й батальон 18-й Словенской ударной Базовицкой бригады трижды спасал весь корпус в сложных ситуациях. В донесении штаба 30-й Словенской дивизии штабу 9-го корпуса от 21 апреля 1945 года отмечалось, что батальон «явно выделяется боевыми качествами в сравнении с другими подразделениями».
Большая часть бойцов «русского» батальона были перебежчиками из воинских частей вермахта: 162-й (тюркской) пехотной дивизии, казачьих и других коллаборационистских формирований. Другую часть составляли бывшие военнопленные красноармейцы и остарбайтеры, вывезенные нацистами с временно оккупированных территорий СССР и впоследствии бежавшие из лагерей и мест насильственного содержания в Австрии, Италии и Словении.
За время своего существования батальон пополнялся гражданами СССР из других частей 9-го и 7-го корпусов НОАЮ, а также итальянских гарибальдийских формирований, действовавших на территории области Фриули. Так, в состав батальона вливались: 4-я «советская» рота 3-го батальона 19-й Словенской бригады «Сречко Косовел» 30-й Словенской дивизии (март 1944-го), «русский» взвод Бришско-Бенешского партизанского отряда (весна 1944-го), «советская» рота 3-й Словенской бригады «Иван Градник» из 31-й Словенской дивизии (7 августа 1944), «русский» батальон «Сталин» из итальянской Гарибальдийской бригады «Гуидо Пичелли» и бойцы из частей 7-го корпуса (17 октября 1944), «русский» батальон из Венецианской Словении (апрель 1945).
Правительство Югославии высоко оценило боевые заслуги граждан СССР, воевавших в рядах 2-го «русского» батальона — орденами и медалями были награждёны 256 человек.
В мае 1945 года, с целью организованной отправки в СССР личного состава батальона и других советских граждан из подразделений 9-го корпуса, бывший 2-й батальон Базовицкой бригады был преобразован в селе Шемпас (Нова-Горица) в 1-ю Русскую бригаду.

## Предыстория и характеристика района военных действий

### Обстановка в Словенском Приморье после капитуляции Италии
Капитуляция Италии вызвала бурный рост народно-освободительного движения в Словенском Приморье. Фашистская власть была быстро ликвидирована, а вся территория освобождена, за исключением городов Горица и Триест. Значительная часть вооружения итальянских подразделений досталась партизанам, образовавшим так называемый Горицкий фронт. В ответ немецкое командование образовало Оперативную зону Адриатического побережья (нем. Operationszone Adriatisches Küstenland, включившую территорию Приморья. 24 сентября 1943 года Гитлер утвердил план командования немецкой группы армий «Б» по проведению цикла операций против партизан Словении с кодовым названием «Истрия». Первый этап охватывал территорию Словенского Приморья, второй — земли севернее города Илирска-Бистрица, третий — Истрию. На четвёртом этапе, получившем название «Ливень» (нем. Wolkenbruch), немецкие войска должны были ликвидировать партизанские силы в Доленьске и Нотраньске.
Первый этап операции (25 сентября — 30 сентября) проводился войсками 2-го танкового корпуса СС в составе частей 44-й гренадерской, 71-й пехотной дивизий и 1-й танковой дивизии СС общей численностью около 25 тысяч человек против новосформированных партизанских частей в районе между городами Любляна и Гориция. Партизанским силам был нанесён значительный урон, вследствие чего они оставили Випавскую долину и, используя знание местности, укрылись в районе Трновского леса. Вместе с тем сентябрьское наступление не затронуло освобождённые территории в районе между населёнными пунктами Бовец, Толмин, Чедад и вокруг города Кобарид — так называемую «Кобаридскую республику». Пользуясь обстановкой, органы Освободительного фронта и оперативный штаб НОАиПО Западной Словении занимались мобилизацией новых бойцов, формированием бригад и реорганизацией структуры партизанских сил в Словенском Приморье.

### Формирование 18-й Словенской бригады
Бригада была сформирована 1 октября 1943 года в долине реки Соча на территории «Кобаридской республики». При формировании получила первоначально название 2-й Сочской (словен. 2. soška brigada). В состав бригады вошли 1-й батальон 17-й Словенской бригады, батальон имени Андрея Манфреда, а также новобранцы-добровольцы — всего около 950—1000 человек, объединённых в 5 батальонов. Командиром был назначен Франц Огрин, политкомиссаром — Франц Чрнугель-Зорко, заместителем комбрига — Франьо Бавец-Бранко. Новое соединение вначале подчинялось оперативному штабу Сочских бригад, а 10 октября вошло в состав вновь созданной Горицкой дивизии (17 октября дивизия получила номер 27, в конце декабря — 32, а в конце января 1944 года — 30). 17 октября 1943 года 2-я Сочская бригада была переименована в 18-ю Словенскую бригаду. В составе 30-й Словенской дивизии бригада входила в структуру 9-го корпуса НОАЮ до дня её расформирования.

### «Русская» рота и её история
3 октября 1943 года в только что сформированную 2-ю Сочскую бригаду прибыла группа военнопленных во главе с Анатолием Дьяченко, бежавших из немецкого лагеря в Италии. Бывший моряк-подводник, комиссованный в 1940 году с воинской службы на Тихоокеанском флоте по состоянию здоровья, поступил с началом войны добровольцем на краткосрочные курсы по подготовке партизан. Затем командовал диверсионной группой, действовавшей на территории Украины и Белоруссии, был схвачен немцами и отправлен на принудительные работы в Италию. Из лагеря Дьяченко бежал вместе с товарищами Т. Н. Юрченко и М. П. Макаевым и присоединился к партизанам-гарибальдийцам в районе Тарченто. Когда в конце сентября в отряд прибыл связной из Словении, все трое решили уйти к югославским партизанам. После тяжёлого перехода группа Дьяченко прибыла в район местечка Кобарид, где их и приняли в словенскую бригаду. Анатолий Дьяченко, уже имевший опыт партизанской борьбы на Украине, был назначен командиром отделения, в состав которого вошли и его товарищи. Через три дня отделение вступило в бой. Находясь в засаде, партизаны уничтожили группу противника и троих взяли в плен.
Тем временем в бригаду прибывали всё новые граждане СССР. Часть из них после капитуляции Италии освободилась из плена и мест принудительного труда. Численность советских граждан выросла до 80 человек. Их объединили в составе созданной 3-й «русской» роты 2-го батальона. Командиром был назначен А. И. Дьяченко. Первым комиссаром стал Андрей Тазенков. Вскоре, в ноябре 1943 года, он погиб в одном из боёв в районе горы Крн.
Территорию «Кобаридской республики» обороняли 14 партизанских батальонов. 2-я Сочская бригада совместно с 1-й охраняла дорогу Кобарид — Бовец — Трбиж. Её батальоны, занимая выгодные позиции, отбивали попытки небольших вражеских подразделений продвинуться вглубь освобождённого района. Однако батальоны были рассредоточены на значительном удалении друг от друга, достигавшем до двадцати и более километров, что затрудняло связь и взаимодействие. Вскоре им пришлось иметь дело с более сильным и лучше вооружённым противником. Утром 26 октября 1943 года немцы перешли в наступление на Кобарид в районе села Жага сразу на трёх направлениях: из города Бовец, из Резии по долине реки Учья и из Бовеца через село Чезсоча. С 27 по 30 октября 2-й батальон сдерживал неприятеля около населённого пункта Трново. 31 октября немецкие части усилили натиск по трём направлениям, продвигаясь через Стол, Дрежницу и из Толмина. 18-я бригада не смогла сдержать напор противника и оставила Кобарид.
Накануне немецкого наступления 2-й батальон, в состав которого входила «русская» рота, находился в сёлах Ладра и Сельце на дороге Толмин — Кобарид. В ночь с 26 на 27 октября 2-й батальон получил приказ занять силами 1-й, 2-й и 3-й (русской) рот оборону у села Трново, северо-западнее Кобарида. Немцы атаковали ранним утром. Партизаны подпустили их на близкое расстояние и сильным огнём вынудили отступить с потерями. К 10 часам утра к противнику подошло подкрепление из населённого пункта Бовец. Около полудня началась вторая немецкая атака. Больше часа партизаны отбивали натиск, но противнику удалось потеснить их за Трново. За селом командир батальона организовал контратаку, в результате которой неприятель отступил, потеряя убитыми и ранеными около 40 солдат. Погибли также 3 партизана, и ещё 6 были ранены. В этот день отличились советские бойцы, особенно во время атаки на Трново. Их примеру следовали остальные партизаны, что обеспечило успех боя.
Пропагандист 2-го батальона Г. А. Жиляев так описал первый бой «русской» роты в своём дневнике:

В темноте наша рота выступила из лагеря. Вёл нас опытный проводник, житель Юлийских Альп. В полной тишине приблизились к месту засады. Остановились на невысоком холме и тщательно замаскировались. Под нами шумит горный поток. На противоположном берегу асфальтированная дорога Бовец — Кобарид. Ждём противника. У пулемёта молодой украинец Семён Плясуля, рядом лежит с винтовкой словенец Бранко. Немного в стороне, в небольшом углублении, молодая медсестра Таня (Антонина) Гончарова из Воронежа и её подруга словенка Пепца. Они приготовили повязки и медикаменты. Разведчик Григорий Мерзаев с пулемётчиками Александром Ковалёвым и Григорием Суспициным всматриваются в темноту. Вдруг на дороге показались контуры трёх всадников. Понятно, что это фашистские разведчики. Пусть проходят. Через примерно 10 минут они проносятся мимо и исчезают за поворотом. Отряд замер в ожидании сигнала к атаке. Вот на дороге показалась колонна около 100 человек. Когда они поравнялись с засадой, вверх взлетела красная ракета. И тогда зловещую тишину ночи разрывают пулемёты и винтовочный залп. Как подкошенные падают фашисты. Те, кто остался цел, в панике бросаются в кювет и отвечают огнём. Бой продолжался. С другого фланга из-за скал гитлеровцы открыли огонь из лёгких миномётов… Враг собирался напасть с тыла. Но им это не удалось. Мы отступили, унося на руках нашего первого погибшего товарища Льва Калантова, рабочего из Самарканда и много наших раненых.

В ночь с 6 на 7 ноября 2-й батальон совершил налёт на немецкий гарнизон местечка Толмин. Атака была подготовлена на основании разведывательных данных, полученных от членов подпольной группы в рядах 162-й (тюркской) пехотной дивизии во главе с Кадыром Искандеровым и Михаилом Аршановым. В ходе боя 13 «легионеров» перешли на сторону партизан и были приняты в состав «русской роты».
В условиях немецкого наступления на Кобарид была утрачена связь бригады с дивизией, появились случаи массового дезертирства и самороспуска подразделений. Сложная оперативная обстановка и боевые задачи бригады требовали от командования мер по укреплению организации и сплочению её рядов. После 10 ноября связь со штабом дивизии была восстановлена. Был предан суду и расстрелян комиссар 1-го батальона Антон Концут, распустивший бойцов на Матаюре. Из личного состава упразднённой 3-й Сочской бригады был сформирован новый 1-й батальон. Происходило укрепление штабов бригады и батальонов, командирских кадров рот. Бригаду возглавил Антон Бавец (партизанский псевдоним Цене), политкомиссаром был назначен Славко Зоре (Гриша), начальником штаба — капитан I разряда югославской армии Никола Видачич. В этой обстановке красноармейцы для словенских партизан были представителями армии, которая побеждает нацистский режим Гитлера. Они делились военными знаниями с другими партизанами. Кроме того, уровень подготовки и боевой пример советских бойцов побуждали словенцев к своего рода соревнованию с ними. Это способствовало повышению боеспособности подразделений. Так как в 18-й бригаде воевало много представителей разных национальностей, штаб 30-й дивизии ещё 2 ноября 1943 года принял решение о формировании на базе 2-го батальона первого «международного» партизанского подразделения. Из-за немецкого наступления выполнение приказа затянулось и было завершено лишь в начале декабря. Первоначально батальон имел три роты: 1-ю «русскую», 2-ю сербско-хорватскую и 3-ю — состоявшую из словенцев и представителей других народов. Военным делом не ограничивались. Внимание уделялось идейно-воспитательной и культурно-просветительской работе. В подразделениях выпускались боевые листки, штаб издавал информационные бюллетени. В декабре начался выпуск бригадной партизанской газеты «Сошки глас» (словен. Soški glas). Текст печатался на словенском, сербохорватском и русском языках. Активным корреспондентом газеты стал пропагандист батальона Г. А. Жиляев (партизанский псевдоним Гриша). Для третьего выпуска он написал песню, посвящённую дню рождения Верховного Главнокомандующего НОАЮ И. Броза Тито. Кроме выпуска газеты, в бригаде действовали курсы русского языка, которые вела для словенцев Александра Бинько. Представители разных национальностей охотно знакомили друг друга со своей культурой, песнями, танцами. Бойцы советской роты осваивали словенский язык. Это содействовало объединению бойцов.
В декабре 32-я дивизия перешла к наступательным действиям. 2-й батальон 18-й бригады по заданию командования передислоцировался севернее и совершал диверсии и нападения на линии немецких коммуникаций, ведущих из Австрии в Италию. До конца 1943 года 18-я бригада продолжала вести боевые действия по обе стороны реки Соча.

## «Русский» батальон в 1944 году

### Январь — март: преобразование «международного» батальона в «русский»
Новый 1944 год советские бойцы встречали на Шентвишской горе (словен. Šentviško planoto). Накануне А. И. Дьяченко был назначен заместителем командира 2-го батальона. 18-я бригада была признана лучшей в корпусе. Всему личному составу вынесли благодарность. В новогодний вечер состоялся праздничный концерт и каждому бойцу преподнесли заранее приготовленные местными жителями подарки: шерстяные носки, варежки и шарфы.
32-я дивизия до 12 января накапливала силы и проводила диверсионные акции. В ночь на 12 января 17-я и 18-я бригады совершили диверсии на участке железной дороги Света-Луция (ныне Мост-на-Сочи) — Канал и разрушили три железнодорожных моста. В ответ немцы предприняли наступление, чтобы отбросить дивизию от линии коммуникаций и установить новые опорные пункты в сёлах Локовец и Чепован. С этой целью применялась тактика окружения крупного района дислокации партизан, его расчленения и последующей зачистки. Операция началась 16 января. Задействовались 3 тысячи солдат из состава 162-й пехотной (тюркской) и 188-й резервной дивизий. Основная борьба велась вокруг сёл Трново и Локве. Противостоя превосходящему противнику, партизаны маневрировали и наносили неожиданные удары. 17 января «русская» рота в составе 2-го батальона, совершив бросок, пришла на помощь штабам 32-й дивизии и 18-й бригады, которые отбивались в селе Локовец от наседавших на них легионеров из состава 162-й дивизии численностью около 150 человек. Прибыв на место, партизаны атаковали противника с тыла и флангов. Не выдержав, неприятель стал сбиваться в кучки на узком пространстве. Бой длился с 14:30 до 16:30. Когда с северной стороны оборонявшиеся были атакованы 1-м батальоном, началась охота на отдельные группы, пытавшиеся спастись от партизан в лесу. Победа была полной. От уничтожения неприятеля спасла ночь и спустившийся туман. Только убитых насчитали 50 человек. В плен было взято 16 человек, из них 6 немцев, в том числе 2 офицера, остальные 10 — легионеры. Также были захвачены большие трофеи: тяжёлый 81-мм миномёт, пулемёт, полуавтоматическая пушка, 15 винтовок, обоз из 12 возов и 28 лошадей, 100 военных плащей, 240 одеял и другое имущество и боеприпасы. У пленного офицера была изъята военная карта с начерченным немецким планом наступления и важная радиограмма. Согласно добытым сведениям, противник намеревался соединить все свои движущиеся колонны в селе Локве.
19 января гитлеровцы крупными силами подошли к селу Локве. Зная намерения немцев, командование 32-й дивизии заранее эвакуировало жителей и оставило село без боя, чтобы затем внезапно атаковать неприятеля с окружающих высот. План удался. Немцы потеряли в ходе партизанского штурма около 200 человек. В бою активно действовала советская рота. По итогам боя штаб 9-го корпуса отметил за проявленный героизм всю 18-ю бригаду и особо комбрига Глиша Рацо и командира 2-го батальона Анатолия Дьяченко.
В январских боях «русская» рота потеряла много бойцов, но почти ежедневно её ряды пополнялись новыми людьми, вырвавшимися из нацистского плена. Многие переводились из других бригад и партизанских отрядов. Среди новичков было немало молодёжи, угнанной с оккупированных территорий СССР на принудительные работы в Австрию, Италию и Югославию.
Накануне похода в Венецианскую Словению «международный» батальон, насчитывавший около 250 советских граждан, был реорганизован, хотя приказ об этом не издавался. В составе батальона по инициативе А. И. Дьяченко и с одобрения командования 9-го корпуса образовали две советские роты, которые возглавили Василий Терентьев и Александр Казанцев, а также югославскую роту, миномётный и хозяйственный взвод. Командование неофициально называло батальон «русским». Командиром батальона назначили А. И. Дьяченко.
В ночь с 30 на 31 января 32-я Словенская дивизия (накануне получившая номер 30) перешла реку Сочу около сёл Морско и Дескле и отправилась в дальний рейд по Венецианской Словении (словен. Beneška Slovenija). Появление партизан в этом районе стало неожиданностью для немцев. Почти ежедневно следовали боевые столкновения. Маневрируя, партизаны дезориентировали неприятеля и наносили по нему удары. После боёв в районе Лиг — Камбрешко c боевыми группами 314-го гренадерского полка 162-й (тюркской) пехотной дивизии, 17-я и 18-я бригады, атакуя линию коммуникаций Чедад (Чивидале-дель-Фриули) — Кобарид, пробились на гору Матаюр. В ходе этих боевых действий бойцами советского 2-го батальона 6 февраля у села Штупица (итал. Stupizza) на дороге Чедад — Кобарид были уничтожены две немецкие автомашины, убито 17 и взято в плен 11 человек. Ночью с 8 на 9 февраля 17-я и 18-я словенские бригады в районе Робидишче — Плeстишча (итал. Platischis) перешли через реку Натизоне в западную Венецианскую Словению. Атаковав укреплённый пункт немцев в Фаэдисе, обе бригады 11 февраля возвратились на левобережье Натизоне. Стремясь окружить и уничтожить 30-ю дивизию, немецкие войска образовали заградительные линии по берегам рек Соча и Натизоне. Партизанская дивизия до 19 февраля отбивала атаки противника, а затем, после тяжёлых боёв в районе Дебене — Лиг, Средне и Клобучаре (итал. Clabuzzara) — гора На-Граду (Коловрат), с потерями форсировала в ночь с 19 на 20 февраля ледяную Сочу, где противник умышленно поднял уровень воды. На протяжении всего рейда 19-я бригада прикрывала тыл 30-й дивизии в районе Кобарида. За время похода потери 18-й и 19-й бригад составили 70 человек убитыми, 98 ранеными, ещё 28 человек пропали без вести. Потери 17-й бригады не установлены.
Поход в район большой концентрации немецких войск длился более трёх недель. Бойцам приходилось преодолевать значительные трудности. По воспоминаниям А. И. Дьяченко, часто по несколько дней люди в зимний холод не имели горячей пищи и даже возможности обогреться у костра. Праздником были дни, когда удавалось отбить у противника немного продовольствия. Обстановку тех дней передают дневниковые записи партизана Павла Ивановича Ляшко:

31 января. Были на операции. Заминировали железную дорогу… От взрыва поезд перевернулся. Мы обстреляли состав и атаковали охрану. Много вагонов было с мылом и карбидом. Подожгли их и ушли.
 15 февраля. Весь день нас бомбили 4 немецких самолёта. Ранено 5 человек.
 20 февраля. После боя шли всю ночь. Утром форсировали глубокую и быструю р. Соча. Поднялись на плато Крн. Снег по колено, сильный мороз. Поход длился 22 часа без еды.
 24 февраля. После длительного марша отдыхали. Раз только варили суп — почти одна вода. Хлеба давно не видим.

В последних боях рейда советские бойцы атаковали 19 февраля колонну противника в районе села Край (итал. Crai) и нанесли немцам значительные потери: были убиты 65 солдат и офицеров. Партизаны захватили несколько пулемётов, два миномёта, много автоматов, винтовок, боеприпасов, а также обоз со снаряжением и продовольствием.
По окончании боя у села Край на бойцов батальона была возложена задача доставить 9 тяжелораненых товарищей в тайный партизанский госпиталь. После ранений они были лишь перевязаны и срочно нуждались в медицинской помощи и уходе. Вёл батальон комиссар бригады Франц Чрнугель (Зорко). Нести раненых пришлось на руках по пересечённой местности. Следовало соблюдать скрытность и идти окольным маршрутом, чтобы не навести противника на госпиталь, так как вокруг действовали отряды фашистов. Путь пролегал мимо сёл Горни-Трибиль (итал. Tribil Superiore) и Гнидовица (итал. Gnidovizza), далее по крутым склонам в долине реки Идрии до мельницы — места партизанской явки. Оттуда без привала и приёма пищи бойцы, сопровождавшие раненых, поторопились дальше, стремясь случайной встречей с посторонними не выдать место госпиталя. Шли мимо сёл Средне и Пушне в лес напротив села Волче у подножия горы На-Ежи (высота горы Коловрат). Здесь в одинокой хижине прятался госпиталь. Когда рассвело, на дорогах появились немецкие колонны. Вступать в бой было запрещено. На следующую ночь надо было перейти Сочу и догнать бригаду на горе Крн. Батальон разослал разведывательные патрули, чтобы изучить возможности переправы между Толмином и Воларье. Патрули обязаны были оставаться у реки до темноты, чтобы убедиться, что противник не устроил засады. После получения донесений разведки было принято решение преодолеть Сочу у села Долье к западу от Толмина и перебраться через гору Мрзли-Врх к партизанским хижинам на горе Претовче. С наступлением ночи отряд выступил в поход. Отдых ждал партизан только в точке назначения.
По возвращении 24 февраля в район Шентвишской горы бригада до 10 марта приводила в порядок свои батальоны. Поскольку большинство бойцов 18-й бригады составляли представители разных народов, были сформированы три национальных батальона. Для этого бригада пополнилась партизанами других соединений и отрядов. 1-й батальон стал словенским. Во 2-м собрали людей из многих республик СССР. В 3-й вошли партизаны сербской и хорватской национальностей. Командиром 2-го батальона 18-й Словенской бригады был назначен А. И. Дьяченко, которому присвоили звание капитана Народно-освободительной армии Югославии. Заместителем комбата и командиром первой роты стал лейтенант Красной армии Александр Николаевич Казанцев. Второй ротой командовал Василий Терентьев. Первым комиссаром батальона был Сабит Кулямиров («Сергей») из Караганды, погибший позже в бою с эсэсовцами у села Край. Его сменил сержант Харцха Очирович Бадмаев. В состав батальона вошла группа словенцев для оказания помощи в отработке приказов комбрига и в штабной работе. Батальон имел в снаряжении преимущественно немецкую трофейную военную форму и оружие. По заключению Здравко Кланьшчека, формирование «русского» батальона 18-й Словенской ударной Базовицкой бригады стало возможным благодаря пополнению новыми бойцами, прежде всего перебежчиками из 162-й Тюркской дивизии вермахта. В марте 2-й батальон пополнился 4-й «советской» ротой 3-го батальона 19-й бригады «Сречко Косовел» 30-й Словенской дивизии.

### Апрель — август: на передней линии
1 апреля словенские партизаны начали борьбу за овладение ртутными рудниками — важным источником снабжения Германии. Второй батальон совместно с третьим батальоном 19-й бригады участвовал в штурме укреплённого пункта противника в селе Сподня-Идрия. О действиях советских бойцов в этом бою рассказывает донесение штаба 9-го корпуса:

2.IV.44 г. 2-й батальон 18-й бригады, ночью в полной тишине перейдя минные поля и проволочные заграждения вокруг опорного пункта Сподня-Идрия, ворвался в укрепления и выгнал противника из двух дотов. На вражеских позициях у церкви бойцы захватили противотанковое и скорострельное орудия (оба без замков) и противотанковый пулемёт. Из-за сильного миномётного огня нашим бойцам не удалось вынести из опорного пункта все трофеи. Захвачен был только пулемёт, 2 тысячи патронов для «шараца» (пулемет МГ-42), три винтовки, три итальянских автомата, прицельное оборудование от немецкого орудия.

Бои длились четыре дня. Полностью овладеть немецкими позициями партизанам не удалось: оборона была слишком крепкой, а гарнизон — многочисленным. Противнику был нанесён значительный урон, но и батальон потерял 7 человек убитыми и 35 тяжело ранеными. В боях особенно отличились Василий Терентьев, Бейсен Раисов, Тлеубай Шукеев, Абдурахман (партизанский псевдоним Алексей, также Абдурахим) Халматов, Антонина Гончарова, Мария Коротун и Герман Малов. В ответ на нападение партизан немцы во второй декаде апреля организовали крупную карательную операцию в районе населённых пунктов Вршник — Ледине. В непрерывных боях погибло много советских бойцов. Учитывая потери 2-го батальона, командование пополнило его гражданами СССР из 17-й Словенской бригады «Симон Грегорчич», 19-й Словенской бригады «Сречко Косовел» и «русским» взводом Бришско-Бенешского партизанского отряда, созданного ещё во второй половине 1943 года.
9 мая Базовицкая бригада устроила засаду в составе 2-го и 3-го батальонов на участке шоссе Любляна — Триест между сёлами Сеножече и Раздрто, в которую на следующий день попала немецкая колонна из Триеста в составе четырёх грузовиков с солдатами и одного легкового автомобиля. Под перекрёстным огнём партизан загорелись машины, а их пассажиры бросились к ближнему оврагу. В критический момент боя на помощь окружённому противнику подоспели 6 грузовиков с пехотой. Вскоре появилось новое подкрепление с танками и бронемашинами. Ввиду изменившейся обстановки командование бригады остановило атаку и отдало сигнал к отходу. По данным бригадной разведки, потери неприятеля составили более 50 убитых при большом количестве раненых. Были уничтожены 4 грузовика и автомобиль, ещё 6 грузовиков были повреждены. В бригаде погибли 3 человека и 11 были ранены, в том числе командир роты Василий Терентьев. По итогам боя в дивизионном бюллетене «Соревнуемся» (Tekmujmo) отметили особо отличившихся: 1-ю роту и 2-й взвод 2-й роты 2-го батальона; командиров рот Василия Терентьева и Леонида Каликова; замкомроты Кажыахмета Жаксымбетова; командиров взводов Какимжана Жарманова, Абдухапарова, Шаяхмета Боранбаева, бронебойщика Василия Гриня и связного Абдурахмана Халматова. За умелое руководство боем был отмечен заместитель комбата Александр Казанцев.
В ночь на 21 мая по приказу командования 30-й дивизии три её бригады устроили засаду между сёлами Цеста и Добравле на дороге Айдовшчина — Горица с целью нападения на крупную немецкую моторизованную колонну. Атаковать противника должны были 19-я Словенская бригада «Сречко Косовел» и приданный ей 2-й батальон Базовицкой бригады. Остальные части дивизии обеспечивали прикрытие операции. Впервые в засаде была собрана вся дивизия. Выход партизан на позиции в долине проводился в темноте под проливным дождём. В 5:40 утра услышали шум моторов большой колонны, насчитывающей 12 грузовиков с солдатами и военным снаряжением. В соответствии с планом, открыть огонь должен был 2-й батальон после того, как колонна поравняется с его позициями. После короткого, но мощного обстрела 2-й батальон и 19-я бригада пошли в атаку на неприятеля. В результате получасового боя противник бежал. На поле боя насчитали 20 убитых вражеских солдат, ещё 7 были взяты в плен. Число погибших в сгоревших восьми грузовых автомобилях и четырёх, успевших вырваться из под огня, осталось неустановленным. В качестве трофеев были захвачены 2 пулемёта, 7 винтовок и два ящика с пулемётными патронами. В «советском» батальоне был один раненый. Весть о партизанской акции разошлась по округе, так как она была проведена вблизи сильного немецкого опорного пункта в Айдовшчине. По итогам боя были отмечены «советский» батальон, который в ходе операции возглавлял начальник штаба Базовицкой бригады Любо Ненезич, а также персонально: Шаяхмет Боранбаев, Амир Тлевкеев, Алексей Гусев, Иван Шитов, Аркадий Михайлов, Какимжан Жарманов, Оразалы Едилов и Павел Лень.
25 мая немецкие войска высадили десант на город Дрвар с целью ликвидации Верховного штаба и Главнокомандующего НОАЮ И. Броза Тито. В ответ партизанское командование передало 31 мая через радиостанцию «Свободная Югославия» приказ всем соединениям и частям подвергнуть массированным ударам вражеские линии коммуникаций по всей стране. Во исполнение приказа, ГШ НОАиПО Словении принял 4 июня план всеобщей атаки железнодорожных линий в Словении. 9-й корпус должен был действовать на линии коммуникаций Есенице — Горица. 30-й дивизии надлежало совершить масштабные диверсии на дороге в долине Сочи. В полночь с 14 на 15 июня 18-я Базовицкая бригада совершила нападение на немецкий гарнизон в селе Авче, охранявший участок железной дороги и каменный мост длиной 120 м через ручей Авшчек. 2-й батальон, разделённый на две группы, атаковал гостиницу «Стокаль», где размещался гарнизон, а также заставу на мосту. Группа 2-го батальона, действовавшая против заставы, захватила противника врасплох и вынудила его спасаться бегством. В ходе атаки были убиты 6 солдат неприятеля и 4 взяты в плен. 1-я рота при выходе на рубеж атаки заблудилась в темноте и опоздала на один час. Элемент неожиданности был утрачен и в атаку пришлось идти на боеготового противника. Тот оказал ожесточённое сопротивление, отбиваясь пулемётным огнём и гранатами. Потеряв 7 человек ранеными, партизаны были вынуждены с рассветом отступить. Вместе с тем главная задача дня была выполнена — минёры бригады обрушили мощным взрывом пролёт моста протяжённостью 30 метров. Линия коммуникации с итальянским фронтом была нарушена. Потери бригады в эту ночь составили 2 человека убитыми и 12 ранеными. В ходе акции отличился весь минёрский взвод бригады, в том числе советские граждане Фирудин Гусейнов, Иван Музуров и Аким Субботин. Из состава 2-го батальона были отмечены: Анатолий Дьяченко, Тультай Шанов, Пётр Шинкарев, Аскер Асанов, Сабир Кинжигалиев и Иван Донченко.
В период с 29 июня по 2 июля 9-й корпус провёл акцию разрушения железнодорожной линии коммуникаций между населёнными пунктами Света-Луция и Подбрдо, в которой участвовали в общей сложности 25 батальонов. Было взято 5 опорных пунктов, разрушена железная дорога в 150 местах и несколько мостов. Сообщение по линии Есенице — Горица было прервано на длительное время. В ответ Оперативный штаб по борьбе с бандами (партизанами) Оперативной зоны Адриатического побережья (нем. Führungsstab für Bandenbekämpfung in der Operationszone Adriatisches Küstenland) организовал масштабное наступление. С 19 до 23 июля оно охватило территорию гор Церклянско-Хрибовье, а с 26 июля по 12 августа — область Трновского леса и район села Чепован. Противнику удалось вытеснить корпус в высокогорную область на севере Словении. В бой против партизан были введены 136-й и 139-й полки горных стрелков, 10-й полицейский полк СС, а также полк «Бранденбург». Значительно уступая противнику в численности и вооружении, партизаны вели манёвренные бои, изматывая его и вынуждая терять время и усилия. Немцы концентрировали свои силы. Упорно обороняясь, партизаны отступали в горы. Колонну возглавлял 2-й батальон 18-й бригады. На рассвете 22 июля части 9-го корпуса с боем прорвались на плато Облаков-Врх и заняли оборону. Положение было тяжёлым, боеприпасы заканчивались, свыше 300 бойцов были ранены. Немцы атаковали с трёх сторон, но партизаны держались. Тогда противник перешёл к осаде. Не располагая силами для прорыва боем через позиции немцев, к тому же без боеприпасов и с большим количеством раненых, командование корпуса пошло на риск. Было решено спуститься с горы по крутому северному склону и попытаться выйти из кольца в направлении, где противник вряд ли этого ожидал. С наступлением темноты партизаны разожгли на плато костры, а сами начали спуск в долину реки Требуша. Впереди, сразу за разведчиками, шёл «русский» батальон. Расчёт на внезапность оправдался и корпус в очередной раз вырвался из западни. По завершении ожесточённых боёв на горах Жировски-, Церклянски- и Облаков-Врх, немцы прочесали обширную территорию, но не добились ожидаемых результатов.
Описывая итоги боёв за плато Облаков-Врх 22 июля 1944 года, штаб 30-й дивизии в своём донесении подчеркивал, что «русские» партизаны «были вынуждены принять на себя основной вражеский натиск, на их плечи легла главная тяжесть боя». Во время ночного выхода из кольца наиболее ответственная задача была поручена «русскому» батальону. «Мы шли первыми, проверяя и подготавливая путь для спуска тяжелораненых бойцов. Вслед за нами шли остальные партизаны», — вспоминал А. И. Дьяченко.
По численности бойцов 2-й батальон был самым большим в составе 9-го корпуса. Ему доверяли и поручали самые ответственные задания. Всего в течение лета 1944 года батальон провёл свыше 40 боевых акций, нанеся неприятелю значительный урон. Собственные потери батальона в этот период также были большими.

### Август — октябрь: пополнение батальона
7 августа командование 9-го корпуса укрепило 2-й батальон советской ротой 3-й Словенской бригады «Иван Градник» из 31-й дивизии. Возглавлял роту старший лейтенант Джавад Акимов, ставший в батальоне начальником штаба.
Тем временем внутри батальона назревала проблема. Часть бойцов, вырвавшихся из восточных легионов, опасались за своё будущее после возвращения в СССР. Внутренние переживания вызывали апатичность бойцов, критическое восприятие происходящих в СССР процессов. У некоторых росло намерение не возвращаться на родину. Когда в штабе 9-го корпуса появился представитель советской военной миссии, эта проблема стала ещё более актуальной. Бойцы хотели получить ответ на мучивший их вопрос: что будет с ними после окончания войны? 20 августа 1944 года в бригаду прибыли представитель советской миссии подполковник И. П. Рыбаченков (сотрудник ГРУ Наркомата обороны СССР) и командир 30-й дивизии подполковник Йоже Кланьшек (партизанский псевдоним Вася). Выступая перед батальоном, Рыбаченков сформулировал задачу бойцов: «смыть кровью позор сотрудничества с оккупантами, быть для всех примером храбрости и мужества, быть всегда впереди на самых опасных участках боя». После проведённого смотра представитель советской миссии ответил на волнующие людей вопросы. Согласно монографии «Базовицкая бригада», полученные ответы укрепили их надежду на возвращение домой. Хроникёр батальона Г. А. Жиляев в этот день написал в дневнике: «Визит оказал очень позитивное действие на бойцов 2-го батальона».
Батальон действовал на передней линии борьбы и нёс значительные потери. Многие получали ранения. Четыре раза был ранен в боях пулемётчик сержант Григорий Федорович Аринин, вступивший в бригаду ещё в октябре 1943 года. Три ранения получил М. Тадамбаев из Ленинабадской области Таджикистана. Таких примеров было много. Выбывшие из строя замещались новым пополнением. 17 октября в состав батальона в селе Доленя-Требуша вошли партизаны батальона «Сталин» из итальянской Гарибальдийской бригады «Гуидо Пичелли», прибывшие с полным вооружением и снаряжением из Венеции-Джулии. Из их числа сформировали новую пятую роту во главе с лейтенантом Красной армии Иваном Кодратьевичем Черечукиным. К осени 2-й батальон насчитывал более 400 человек.

### Октябрь — декабрь: в условиях немецких наступлений
Осенью 1944 года Красная армия вошла на территорию Югославии. Немецкое командование начало переброску своих войск из Италии в Венгрию на приближающийся Восточный фронт. Военные колонны непрерывно шли по дорогам Словенского Приморья. Советский батальон Базовицкой бригады атаковал их из засад на коммуникациях, нападал на немецкие гарнизоны. Стремясь обеспечить тылы своих войск в Италии и зоне Триестского залива, командование немецкого 97-го армейского корпуса развернуло в октябре — декабре 1944 года широкомасштабное наступление против 9-го корпуса НОАЮ с целью его уничтожения или вытеснения из Словенского Приморья, Венецианской Словении и Гореньски. Части 9-го корпуса были сосредоточены в районе течения реки Соча. С учётом этого немецкие войска занялись прочёсыванием Трновского леса. Бои велись с переменным успехом. К концу ноября партизаны овладели селом Трново и Випавской долиной. В конце декабря немецкие части восстановили контроль над этой местностью.
2-й батальон активно участвовал в оборонительных боях, засадах, активно маневрировал и проводил атаки на опорные пункты немцев. 5 ноября были добыты разведывательные данные о расположении в Трново немецкого штаба. Тут же было принято решение уничтожить его. Для нападения выделили две роты. Непосредственную атаку на штаб поручили провести двум группам добровольцев, возглавляемым командирами рот. 6 ноября в 22 часа обе группы скрытно вышли на рубеж. Осторожно продвигаясь между домами, приблизились к штабу. Часового сняли беззвучно, но в этот момент из дома вышел немецкий офицер. Увидев партизан, он бросился внутрь и поднял тревогу. Партизаны действовали быстро и решительно. В здание полетели гранаты, затем был открыт пулемётный огонь. Ликвидировав штаб и захватив оружие, штурмовая группа воспользовалась поднявшейся суматохой и без потерь вернулась к основным силам. Точные потери немцев атакующие не считали. По докладу бойцов штурмовой группы, были убиты 6 офицеров и 3 неприятельских солдата. Успех привёл в восторг весь батальон. Противник всю ночь вёл огонь и безуспешно разыскивал диверсантов. Утром немцы атаковали позиции 2-го батальона, но были отброшены. Батальон вёл бои на трновском направлении до 10 ноября, после чего его сменили подразделения 17-й бригады.
28 ноября 2-й батальон должен был пресечь прохождение немецких войск к Айдовщине по дороге Горица — Випава. Около 11 часов утра на засаду батальона вышла немецкая моторизованная колонна из Горицы, сопровождаемая танком. Партизаны открыли огонь из противотанкового гранатомёта PIAT, противотанковых ружей и пулемётов. К 17 часам к немцам подошло подкрепление с танками. Несмотря на скромное противотанковое оружие, батальон отбивал атаки и держался под огнём противника до глубокой ночи, после чего отошёл на плато Баньшка-Планота. На поле боя остались пять выведенных из строя танков и уничтоженный грузовик. Немцы потеряли 8 солдат убитыми и 9 ранеными. В бою были ранены 3 партизана, в том числе командир роты Бруно Козловский, чьи бойцы отразили две атаки, а сам он, будучи уже ранен, продолжал командовать ротой.
Несмотря на действия оккупантов, в конце ноября 1944 года компактная освобождённая территория 9-го корпуса НОАЮ охватывала почти всю центральную часть Словенского Приморья от реки Сочи, Випавской долины и Пивки до северного подножья плато Еловица и горного района между Полянской долиной и рекой Селска-Сора в Гореньской. В ответ, после завершения операции против партизан в районе Горишка-Брда и в Венецианской Словении, Оперативный штаб по борьбе с партизанами предпринял с 19 декабря масштабные антипартизанские действия в Випавской долине, Трновском лесу и на плато Баньшка-Планота под кодовым названием «Адлер». В операции задействовались полицейские части СС, домобраны, недичевцы и другие войска, общей численностью до 10 тысяч человек. Операция стала первой из серии акций «тотальной зачистки» Словенского Приморья от партизан, проводимых командованием оперативной зоны вплоть до начала апреля 1945 года.
Бригады 30-й дивизии оказывали сопротивление наступающим вражеским колоннам. В засаду 2-й бригады корпуса народной обороны на Баньшка-Планота 22 декабря попал командный автомобиль подразделения итальянской 10-й флотилии MAS, в котором был обнаружен план наступления. На основании добытых сведений командование 9-го корпуса организовало контрудары. Очень низкие температуры (до −25 °C) и глубокий снег затрудняли действия обеих сторон. В этих условиях партизанам удалось перебросить часть сил из Гореньски и в Чепованской долине разбить одно из подразделений неприятеля, захватив в бою противотанковую пушку. В то же время были совершены нападения на немецкие опорные пункты в Идрии, Годовиче и Хотедршице. В итоге, несмотря на захват сёл Локве и Чепован, немцы не уничтожили ни одного партизанского подразделения. Установив новые опорные пункты в Трново около Горицы, Цоле, Гргаре и на Црни-Врху, они прекратили операцию 6 января 1945 года.
Вспоминая те времена, Г. А. Жиляев писал: «Жили мы в большинстве случаев под открытым небом. Вот типичная картина… Вечереет, бойцы тащат хвойные ветви для постелей, сушняк для костров. Если зима, то копают в снегу ямы, устилают хвоей постели. Если это возможно, разжигают костры, ставят дежурных и засыпают. Морозы в горах лютые, холод пробирает до самых костей. А ведь ни у кого нет теплой одежды. Хуже всего — нехватка пищи. Самая обычная традиционная партизанская еда — жидкая несолёная мамалыга и кусочек мяса. Раза два — три в месяц мы получали по 100—200 граммов хлеба». Вместе с тем в череде военных будней декабря в жизни 2-го батальона произошло памятное событие, обрадовавшее бойцов. В один из дней в Випавскую долину к партизанам наведался подполковник И. П. Рыбаченков и предложил всем написать письма на родину. Письма эти пришли к адресатам в середине мая 1945 года. Многих из отправителей к тому времени уже не было среди живых.

## «Русский» батальон в 1945 году

### Обстановка в районе военных действий в январе 1945 года
В начале января 9-й корпус включал три дивизии, два партизанских отряда и оперативную группу: 30-ю дивизию (17-я, 18-я, 19-я и 20-я бригады), 31-ю дивизию (3-я, 7-я и 16-я бригады), итальянскую партизанскую Гарибальдийскую дивизию «Натизоне» (156-я, 157-я и 158-я бригады), Шкофья-Локский и Есеницко-Бохиньский партизанский отряды, а также четыре батальона оперативного штаба Западного Приморья, Горишка-Брда, Венецианской Словении и Резии. В конце января части 9-го корпуса насчитывали 8175 бойцов (в наличии 6821). В тыловых подразделениях и учреждениях корпуса было ещё 3655 бойцов (в наличии 3304). Всего по списку корпус имел 11 820 человек (в наличии 10 125). Оперативная область 9-го корпуса охватывала Словенское Приморье, Венецианскую Словению и Гореньску (южнее реки Сава). Через эту область проходили важные немецкие коммуникации, связывающие немецкие фронты в Италии, Югославии и Венгрии.
В распоряжении немцев в регионе находилось 74 тысячи человек, в том числе 9 685 итальянских военнослужащих и 2 299 фашистов, 3 740 словенских домобранцев, около 5 200 солдат Сербского добровольческого корпуса, а также 10 тысяч четников Динарской дивизии и формирований Доброслава Евджевича. Эти силы были по численности значительными, однако в своём составе имели разношёрстные разбитые и деморализованные коллаборационистские формирования — от четников и словенских белогвардейцев, до греческих фашистов и русских казаков. По заключению историка Младенко Цолича, объективно немцы не могли рассчитывать на них, но других войск у них не было, поэтому задействовали то, что имели, чтобы отсрочить капитуляцию на несколько дней и оттеснить части 9-го корпуса от важных линий коммуникаций вглубь плато Трновский лес и Баньшка-Планота.

### 2-й батальон в январе 1945 года
По завершении январского контрнаступления 9-го корпуса на плато Трновский лес, в ходе которого были освобождены населённые пункты Цол и Трново, бригада использовала передышку для укрепления своих рядов. Шестьдесят пять больных и раненых комбатантов были отправлены на лечение в тыл. 29 января во 2-м батальоне была проведена реорганизация. Вместо пяти рот создали три стрелковые и одну роту тяжёлого оружия. Командиром роты тяжёлого оружия стал Кадыр Искандеров — партизанский псевдоним Александр. Бойцам выдали новую английскую униформу, так как старая была уже значительно изношена. После реорганизации был устроен смотр батальона с участием командира и комиссара 30-й дивизии, командования бригады, а также представителя советской военной миссии майора Луговского (Фёдор Молосковский). Комбриг и комиссар бригады торжественно вручили боевые награды 26 отличившимся в боях партизанам, поблагодарили награждённых и отметили, что 2-й батальон является лучшим подразделением дивизии.

### Отражение немецкого наступления «Рюбецаль»

#### Общая обстановка, замысел и развитие антипартизанской операции
К 1 февраля 1945 года войска Красной армии вышли на Одер в районе Кюстрина, а в Венгрии фронт был уже близок к словенскому Прекмурью. Армии союзников по антигитлеровской коалиции, вытеснив немцев из Арденн, готовились к наступлению на Рейн. И хотя на востоке Югославии немцы ещё удерживали позиции на Сремском фронте, на юге части югославской 4-й армии уже сражались возле Риеки. Тем не менее военное положение для партизан Словенского Приморья оставалось тяжёлым.
Готовясь к обороне Оперативной зоны Адриатического побережья, немецкое командование стремилось уничтожить 9-й Словенский корпус. Этой задаче была подчинена операция под названием Рюбеца́ль (нем. Rübezahl), проводившаяся в три этапа с 7 февраля по 6 марта 1945 года. На первом этапе с 7 по 11 февраля немцы развернули наступление против 30-й дивизии на плато Трновский лес в районе севернее от дороги Горица — Айдовшчина — Постойна. В наступлении задействовались 10-й и 15-й полицейские полки СС и подразделения 1-го ударного полка словенской вспомогательной полиции численностью около 3500 человек.
Пользуясь превосходством, наступающим уже в первые дни удалось захватить район, где располагались тайные партизанские склады. Запасы продовольствия заканчивались. Чтобы прокормить солдат, в Базовицкой бригаде забивали лошадей и мулов. В день на бойца выдавали немного лошадиного мяса и каши. В этих обстоятельствах, несмотря на сложные зимние условия, партизаны успешно оборонялись, отходя вглубь плато и используя каждую возможность для контратак. С большими трудностями немцам удалось к 13 февраля занять часть освобождённой территории до линии Чепован — Локве — Мала-Лажна и долины реки Белце. По итогам первого этапа операции разбить партизан противнику не удалось. Немцы лишь захватили несколько продовольственных баз и один небольшой склад с оружием, где хранились 97 винтовок и 20 тысяч патронов.
16 февраля немцы возобновили наступление с целью уничтожения партизанских баз в районах населённых пунктов Войско, Гореня-Требуша и в долине реки Белце. К селу Войско противник двигался тремя колоннами, намереваясь окружить расположенную здесь 18-ю бригаду, но после двухдневных боёв и контратак партизан немцы отступили. Успешными были и оборонительные действия других частей 30-й дивизии. В неблагоприятных погодных условиях и под ударами 30-й дивизии, нанесёнными в нескольких местах при поддержке авиационной эскадрильи НОАЮ, базировавшейся на острове Вис, противник отступил с Трновского леса и части Випавской долины. Тем временем 30-я дивизия перенесла военные действия южнее дороги Горица — Айдовшчина — Раздрто и атаковала опорный пункт немцев в Таборе. В боях за населённые пункты Трново и Табор снова отличился 2-й батальон 18-й бригады. В приказе командования 30-й дивизии была выражена особая благодарность «русскому» батальону, разбившему в результате атаки гарнизон неприятеля в селе Табор и захватившему при этом 75-мм полуавтоматическое артиллерийское орудие, а также другие трофеи.
Этот успех, однако, был временным. Собрав группировку численностью около 6 тысяч человек, командование штаба по борьбе с партизанами Оперативной зоны Адриатического побережья развернуло третий этап операции «Рюбецаль» с целью оттеснения 30-й дивизии от линии коммуникации Горица — Постойна и, по возможности, её уничтожения. Базовицкая бригада оборонялась на линии Куцель — Велики-Роб — Цавен (высота 1190) — высота 919 южнее горы Витовски-Врх — высота 626. На её фланге стояла 3-я Словенская бригада «Иван Градник», занимавшая позиции напротив села Подгозд. 30-я дивизия сопротивлялась намерениям немцев снова отрезать партизан от Випавской долины и оттеснить их вглубь Трновского леса. Выстоять под натиском многократно превосходящих сил противника было невозможно. Против дивизии немецкое командование направило оперативную группу СС «Лев» численностью около 5 тысяч солдат. Одна часть группы, под кодовым названием «Цушнайд» (3 тысячи солдат), заблокировала выходы в Випавскую долину к северу от линии Айдовшчина — Шемпас, после чего развернула наступление на север и, действуя правым флангом с линии Дол — Отлица — Предмея, устремилась в тыл 30-й дивизии, занимавшей оборону на линии Крница — Седовец.
Вторая группа (условное название «Кёстерман») заняла 2 марта Црновник и Локве. Далее неприятель своим правым флангом овладел Трново и перекрыл партизанам пути отхода на север. 3 марта с утра немцы открыли сильный артиллерийский огонь и обрушились на позиции 3-й и 17-й бригад.

#### Прорыв в долину Требуши
Второй батальон 18-й бригады со своей ротой тяжёлого оружия занимал оборону севернее Локве. 4 марта немцы нанесли здесь главный удар. Под угрозой окружения 18-я бригада отходила на Буковец и Зелени-Роб. Сломив сопротивление партизан, обе оперативные группы немцев быстро развили наступление вглубь Трновского леса и вскоре замкнули кольцо окружения вокруг 18-й и 19-й бригад. Не располагая точными данными о положении противника, окружённые бригады приняли решение прорываться в ночь на 5 марта в долину Требуши. В голове колонны шёл 2-й батальон. Двигались в темноте по узкой заснеженной и скользкой тропе над крутым обрывом. В пути некоторые люди срывались в пропасть. Так разбились о скалы двое советских бойцов батальона. Измотанные ночным переходом партизаны спустились к утру 5 марта в ущелье, но вместо отдыха в лежащей поблизости Требуше их ждала сильная немецкая засада. В этих условиях часть 2-го батальона пошла в атаку и пробилась к противоположной стороне ущелья. За ними успели прорваться штаб 18-й бригады и 3-й батальон, в то время как другая часть 2-го, 4-й и 5-й батальоны, а также 19-я бригада остались отрезанными в крутом ущелье. Девятнадцатая бригада была ещё на полпути, когда в ущелье начался бой. Комбриг оценил ситуацию и поручил 3-му батальону занять оборону на подступах к ущелью, чтобы не дать немцам запереть находящиеся в нём батальоны. Положение становилось критическим. Бойцы были измотаны боями последних трёх дней и долгими переходами. Они почти ничего не ели и теряли силы от голода и холода. К этому добавлялась неопределённость положения. Тяжелее всего было раненым. Люди не выдерживали напряжения и были на грани срыва. Некоторые раненые пребывали в бреду. 5 марта подразделение немцев в количестве 150 человек приблизилось к входу в ущелье, но было остановлено 3-м батальоном 19-й бригады. Не в силах разбить немцев, партизаны стали постепенно уводить противника от ущелья, чтобы он не обнаружил запертые там батальоны. Г. А. Жиляев так описывает эти события:

5.III.45 Подошли к подножью горы. Впереди колонны продвигались две наши роты во главе с Дьяченко и комбригом 18-й ударной. Немцы заметили, что мы хотим прорваться, открыли бешеный огонь. Всё же примерно 150 человек пробились. Остальные, потеряв связь, вынуждены были засесть в овраге, чтобы дождаться ночи. Положение было ужасное. Все измотаны и голодны, как волки. Вечером снова попытались прорваться. Шли опять колонной: наша рота, за ней 19-я бригада, замыкающими — тоже мы. На этот раз прорыв удался. Все устали, но довольны.

Когда командование 30-й дивизии узнало о положении окружённых, на их спасение были срочно направлены 17-я бригада и подразделения бригады «Иван Градник». Ночной атакой они вынудили немцев отступить из Гореня-Требуши и отвести свои засады. По всей видимости, немцы не знали о пребывании двух бригад в ущелье, считая, что те прорвались через выставленную засаду — иначе они не упустили бы случая уничтожить окружённые батальоны. Заблокированные батальоны 18-й и 19-й бригад воспользовались помощью и вырвались из ущелья в районе между сёлами Гореня- и Доленя-Требуша. Прорыв они совершали при поддержке советских бойцов во главе с А. И. Дьяченко. Часть пути им пришлось преодолевать по ледяной воде и скользким камням реки Требуша. К утру они прибыли в село Войско.
За время боёв ряды бригад значительно поредели. Госпитали были заполнены ранеными и больными. В строю 18-й бригады на 8 марта числилось 451 бойцов, в 19-й бригаде — 180.

### Отражение последнего немецкого наступления (19 марта — 6 апреля)

#### Антипартизанские операции «Начало весны» и «Конец зимы»
В марте началось самое массированное немецкое наступление с целью окружения и уничтожения 9-го корпуса. Оно осуществлялось в рамках двух операций, объединённых единым замыслом. В ходе первой операции, под кодовым названием «Начало весны» (нем. Frühlingsanfang), планировалось зачистить от партизан Гореньску западнее реки Сава и гор Церклянско-Хрибовье. Целью второй операции — «Конец зимы» (нем. Winterende) — была зачистка плато Баньшка-Планота, Трновский лес (словен. Trnovski gozd) и Чепованской долины (словен. Čepovanski dol). В наступлении задействовались войска СС и полицейские части, а также коллаборационистские формирования: казаки, четники, домобраны и другие. План операции докладывался главнокомандующему немецкими войсками в Италии фельдмаршалу Кессельрингу.
Немецкое командование располагало сведениями о партизанских частях, их дислокации, численности и вооружении. Так, в директиве руководителя СС и полиции Оперативной зоны Адриатического побережья от 15 марта 1945 года, определяющей задачи боевой группы «Бланк» в ходе операции «Начало весны», приведены следующие сведения о Базовицкой бригаде:

18-я Словенская ударная Базовицкая, состоит из 5 батальонов общей численностью 600 человек, в их числе 2-й батальон (русский) численностью 280 бойцов. Бригада имеет на вооружении 2 тяжёлых миномёта, 5 лёгких миномётов, 10 станковых и 39 ручных пулемётов, 10 автоматов и винтовки, расположена южнее населённого пункта Доленя-Требуша.

Вторая наступательная операция началась одновременно с первой, с той разницей, что задействованные в ней части вводились в бой постепенно. К 22 марта основные силы 9-го корпуса численностью около 3 тысяч человек были окружены в районе к югу от Толмина. 18-я бригада занимала оборону в восточной части Випавской долины на направлении населённого пункта Цол. Немцы наступали пятью крупными боевыми группами, насчитывавшими около 23 тысяч человек. После подхода дополнительных подкреплений силы наступающих достигли 30 тысяч человек.

#### Бои за Сини-Врх
Командование 9-го корпуса рассматривало направление к северу от населённых пунктов Цол и Отлица в качестве одного из наиболее опасных. Отлица представляет собой рассеянное на холмах селение к северу от города Айдовшчина, расположенное вдоль дороги, ведущей вглубь Трновского леса. За юго-восточной окраиной села над дорогой возвышается гора Сини-Врх, обеспечивающая контроль над окрестностями и самой дорогой. Учитывая это, Базовицкой бригаде было поручено в ночь на 20 марта занять позиции вокруг Отлицы. Главенствующую высоту Сини-Врх оборонял 2-й батальон. Прогноз штаба 9-го корпуса был верным. Основным направлением немецкого наступления являлась линия Цол — Oтлица, где противник стремился овладеть высотой Сини-Врх и продолжить продвижение через Отлицу и Предмею к селу Локве на соединение с боевой группой «Биковски». Сложность боевой задачи, возложенной на 2-й батальон 18-й бригады, определялась не только численным и огневым преимуществом противника. Особенность высоты Сини-Врх заключалась в том, что её было легче взять, чем оборонять. Пересечённый рельеф и многочисленные скалы позволяли немцам скрытно приблизиться к партизанам и атаковать из непосредственной близости.
Тем временем передовые подразделения немцев заняли близлежащее село Гозд. Штаб 30-й дивизии приказал 2-му батальону отбросить неприятеля в ночь на 22 марта. Штурмовые группы батальона действовали при поддержке артиллерийского орудия и 81-мм миномётов. Немцы оказали сильное сопротивление. Когда утром к оборонявшимся подошла помощь из Цола, командир бригады санкционировал отвод партизанских рот на исходные позиции. Утром 22 марта передовые силы немцев численностью около 350 человек атаковали при поддержке артиллерии и тяжёлых миномётов на правом фланге батальона, стремясь прорвать его оборону и выйти в тыл 18-й бригады. Бой длился весь день. Противник выпустил по позициям батальона около 350 снарядов и мин, но партизаны устояли.
Утром 23 марта, действуя со стороны села Цол, противник после артиллерийской подготовки атаковал силами около 500 человек позиции 2-го батальона на горе Сини-Врх и 3-го батальона 16-й бригады на прилегающей высоте 865. Первыми приняли удар советские бойцы. В 17:30 немцам удалось прорваться на стыке двух батальонов и занять часть позиций 3-го батальоны на высоте 865. Боеприпасы в батальоне были на исходе. Создалась угроза выхода противника в тыл 2-му батальону, что серьёзно осложнило бы оборону бригады. В этих условиях командование отдало приказ отойти на новую позицию. На следующий день противник продолжил попытки продвижения в направлении Отлица — Предмея. Немцы атаковали при поддержке артиллерии. Бой длился весь день, но 2-й и 3-й батальоны не отступили.
Командование 9-го корпуса понимало, что потеря высоты Сини-Врх создала угрозу всей системе обороны. На угрожаемое направление была срочно переброшена 3-я Словенская ударная бригада «Иван Градник» (без первого батальона), и перед тремя бригадами стояла задача вернуть контроль над высотой Сини-Врх. Для атаки выделили четыре батальона. В соответствии с боевой задачей, 1-й батальон 18-й бригады атаковал на правом фланге, на юго-западном склоне горы. Второй батальон наступал в центре. Бойцы 2-го батальона 3-й бригады и 3-го батальона 16-й бригады действовали на левом фланге. Атака началась в 23:00 одновременным броском всех четырёх подразделений. Противник не выдержал и начал отходить по склонам горы. Ровно в полночь 2-й батальон скрытно приблизился к противнику, пошёл на штурм вершины и овладел ею в половине второго ночи 25 марта. Неприятель потерял 30 человек убитыми и 35 ранеными. Был захвачен станковый пулемёт, 18 винтовок, противотанковое орудие и много боеприпасов. Как оказалось, в этом бою советским бойцам противостоял противник из состава 2-го казачьего полка.
Утратив Сини-Врх, немецкое командование усилило свою наступающую группу. Ей противостояли батальоны трёх партизанских бригад (3-я, 16-я и 18-я), подчинённые непосредственно штабу 30-й дивизии. Однако партизанская оборона, оформившаяся под влиянием событий последних дней, имела неблагоприятную особенность: расположение позиций батальонов разных бригад было смешанным и нерациональным, а их взаимодействие — несогласованным. 26 марта в 5 часов утра начался сильный артобстрел высоты Сини-Врх. Сначала немцы потеснили 1-й батальон Базовицкой бригады на правом фланге у подножья Синего-Врха. Затем после четырёх атак сбросили с высоты 2-й батальон бригады «Иван Градник». За ними свои позиции севернее Сини-Врха оставили третьи батальоны 3-й и 16-й бригад. В критический момент в бой был снова введён 2-й «советский» батальон. К трём часам утра 2-й и 1-й батальоны Базовицкой бригады овладели горой. На возвращённых позициях остались тела 24 солдат противника, были взяты 3 пленных, а также много трофеев. В это же время 2-й батальон 3-й бригады занял высоту 865. Партизаны восстановили начальные оборонительные позиции. События этого дня А. Г. Жиляев вместил в несколько строчек своих записей:

25.03. Сегодня ночью Сини-Врх освобождён. Но радоваться победе пришлось недолго. Градникова бригада, которая нас сменила, не удержалась и высоту снова заняли немцы. После обеда враг усилил натиск и наш батальон был брошен в бой. 2-я рота пошла в атаку с правой стороны дороги и обратила фашистов в бегство. К вечеру враг был оттеснён на Сини-Врх. Вечером был получен приказ атаковать Сини-Врх. После двухчасового боя Сини-Врх был взят штурмом.

Ожесточённые бои за Сини-Врх происходили почти непрерывно, высота пять раз переходила из рук в руки. Число раненых в батальоне росло. Не было возможности отправить их в госпиталь, так как вокруг были немцы. Боеприпасы и продовольствие были на исходе. Командование 9-го корпуса неоднократно запрашивало помощь американцев и англичан. 26 марта в районе Мрзла-Рупы союзники сбросили партизанам груз с продуктами, часть которого попала к противнику. Ввиду сильного напора неприятеля партизаны оставили Сини-Врх и отступали на север в направлении Мрзла-Рупа.

#### В окружении
29—31 марта батальон держал фронт в районе села Задлог, где возникла опасность прорыва линии обороны. Используя превосходство в живой силе и вооружении, немцы сжимали кольцо вокруг населённых пунктов Предмея, Отлица и Козья-Стена, где в окружении находились штаб 9-го корпуса, комитет компартии Словенского Приморья, краевой комитет Освободительного фронта, ряд других учреждений, представители советской и союзных военных миссий. План командования 9-го корпуса прорваться на гору Пивка был пресечён противником. Уже 26 марта он укрепил относительно слабые позиции на линии Цол — Задлог с помощью боевой группы «Диппельхофер». Таким образом, там было сосредоточено около 4000 вражеских солдат, которые не только усилили кольцо окружения, но и готовились к новому продвижению в направлении Задлог — Отлица, где 2-й батальон теперь держал оборону на высоте Чрни-Роб у села Задлог. Общая атака противника началась утром 29 марта. Кровопролитные бои в районе Чрни-Врх — Чрни-Роб — Задлог продолжались почти двое суток. В эти дни при штурме высоты Чрни-Роб погиб комиссар 3-й роты 2-го батальона Шаяхмет Боранбаев.
К 31 марта корпус был зажат в кольце в глубине Трновского леса на небольшом пространстве от населённого пункта Предмея до горы Сини-Врх и от Отлицы до Мрзла-Рупа, имевшем в окружности шесть километров. Противник стянул сюда дополнительные силы и готовился уничтожить партизан. С раннего утра немцы начали атаки со стороны Отлицы при массированной поддержке артиллерии и тяжёлых миномётов. С боем Базовицкая бригада отошла на линию Обрезовец (высота 1113) — высота 1105 — Зайчев-Врх (высота 969) — Тисовец. Пока подразделения выходили на новые позиции, 1-я рота 2-го батальона отбивала атаки немцев под артиллерийским и миномётным огнём. Днём бои велись на всех участках обороны. Напряжение боя росло. Положение становилось критическим.

#### Выход из окружения
С целью предотвращения тяжёлого поражения штаб 9-го корпуса принял решение осуществить прорыв из окружения в ночь с 31 марта на 1 апреля тремя колоннами в трёх разных направлениях. Первую составляли штаб Гарибальдийской дивизии «Натизоне» с 156-й и 157-й бригадами. Вторую — 31-я Словенская дивизия без 3-й бригады и раненые из других подразделений корпуса. Третья колонна включала 30-ю Словенскую дивизию (без 19-й бригады), 3-ю бригаду 31-й дивизии и штаб 9-го корпуса НОАЮ вместе с тыловыми подразделениями и членами территориальных политорганов. 18-я бригада шла на прорыв в составе наибольшей третьей колонны. Артиллерийские орудия решено было не брать. Их закопали, чтобы не достались неприятелю. В боевых порядках прорыва шли все, кто мог держать оружие. Вся колонна двинулась в направлении Козье-Стена — Худо-Поле — Мрзла-Рупа — Войско.
Григорий Жиляев описал этот поход так:

Ноги ослабли от усталости, глаза слипались. Товарищи, идущие сзади, натыкались на передних. У нас было много раненых. Их несли в колонне. После команды «привал» все валились на холодную землю, потом трудно было встать на ноги. Ближе к утру бригады пришли к небольшому хутору Гачник. Не было сил, но нам нельзя было останавливаться. Весенний день 1 апреля был Пасхой, но мы не могли завершить пост, потому что еды не было… Советский батальон, называемый штурмовым, двигался впереди бригад 30-й дивизии.
Оригинальный текст (словенск.)Utrujenost je borcem šibila noge. Oči so se od utrujenosti zapirale. Drug drugega so porivali od zadaj. Imeli smo veliko ranjenih. Nosili so ih v koloni. Po ukazu “odmor” so se vsi zvalili na mrzlo zemljo; naporno je bilo spet stupiti na noge. Proti jutru so brigade prišle do majhne pristave Gačnik. Moči so pošle, vendar se nismo smeli ustaviti. Čeprav je bil spomladinski dan prvega aprila še velikonocni, tega posta nismo mogli končati, ker hrane ni bilo... Pred brigadami 30. divizije se je pomikal Sovjetski bataljon, imenovan jurišni.

Противник направил подкрепление к населённому пункту Войско и устроил здесь засаду. Отступающие части 9-го корпуса миновали Мрзла-Рупа, прошли Котловски-Врх и спустились в долину горного ручья Гачник. 18-я бригада шла впереди. Партизаны не знали, что они уже в ловушке. Когда начали подниматься по склону в направлении села Шебреле, раздались пулемётные очереди с Облаков-Врха, и огонь обрушился на колонну на всех участках. Сразу появились первые убитые и раненые.

#### Бои у ручья Гачник и ночной прорыв на Шентвишскую гору
Было около 5 часов утра 1 апреля. 18-я бригада спешно заняла оборону в северной части колонны. 2-й батальон получил задачу овладеть гребнем высот над ручьём Гачник (правый приток Требушицы) напротив села Войско и держаться любой ценой. Штурмуя высоту, партизаны сближались с немцами до 5 метров, забрасывали их гранатами и подавляли огнём автоматов и пулемётов. В ходе атаки были ранены представитель советской военной миссии подполковник И. П. Рыбаченков и комиссар роты Василий Мельников. Весь следующий день противник штурмовал позиции батальона. Бойцы сражались не щадя своей жизни. Боеприпасы заканчивались. Когда в 1-м и 2-м батальонах 3-й Словенской бригады закончились патроны, они с потерями отступили в Трновский лес. Теперь тяжесть обороны лежала на 2-м батальоне. В этот день он потерял многих бойцов.
Партизаны продержались до ночи, а с наступлением темноты снова пошли на прорыв. Путь в Церклянско-Хрибовье через Шебреле был самым коротким, но его контролировал противник. Решили выходить вдоль немецких позиций по краю русла горных ручьёв Гачник и Требуша к селу Доленя-Требуша и далее на Шентвишскую гору. В авангарде шла 18-я Базовицкая бригада. Бойцы скрытно оставили позиции, которые противник ночью не решился атаковать. Осторожно ступая в темноте, с оружием наперевес, они пробирались по отвесной тропе, готовые пробиваться с боем, но противника по маршруту их движения не было. Как оказалось, немцы стянули силы на направление гор Церклянско-Хрибовье (Cerkljansko hribovje), в то время как участок кольца окружения на направлении села Доленя-Требуша остался незакрытым.
2 апреля 1945 года, около 18 часов, 30-я дивизия в составе 17-й (без 3-го батальона) и 18-й бригад, а также 2-й батальон 3-й бригады 31-й дивизии прибыли на Шентвишскую гору. Несмотря на усталость бойцов, 18-й бригаде было поручено занять позиции в районе населённых пунктов Поникве, Печине, Прапетно и контролировать дороги, ведущие к плато из долины рек Бача и Идрийца. Немцы в этот день не атаковали. По просьбе ГШ НОАиПО Словении самолёты союзной авиации в течение дня совершали интенсивные налёты, бомбили и обстреливали позиции противника и дорогу Идрия — Облаков-Врх — Доленя-Требуша. Ввиду невозможности манёвра, немецкие части ограничились прочёсыванием района вокруг Войско и в долине Каномля в поиске отставших групп партизан. Хотя Базовицкая бригада находилась на позициях, бойцы использовали передышку. Люди как могли отдохнули, поели, привели в порядок оружие и снаряжение, перераспределили оставшиеся боеприпасы. Раненых отправили в госпиталь. В тот же день союзные самолёты сбросили на плато немного продовольствия и боеприпасов. Так закончилось последнее немецкое наступление на 9-й Словенский корпус. Противнику не удалось уничтожить ни одну из бригад, хотя партизаны понесли большие потери. В ходе оборонительных боёв в 18-й бригаде было убито 33 бойца, 47 ранены, 4 попали в плен и 65 пропали без вести.
Основной задачей 9-го корпуса в феврале — марте 1945 года было удержаться в Словенском Приморье, сковывая силы противника и имея в виду Триест в качестве главной цели будущих военных действий. Несмотря на потерю 15—20 % личного состава, корпус задачу выполнил. Это имело политическое значение для демонстрации перед западными союзниками участия населения Словенского Приморья в народно-освободительной борьбе за присоединение к Югославии.
В течение всего мартовского немецкого наступления 18-я бригада и её советский батальон сражались на главных направлениях, потеряв в боях 147 человек убитыми и ранеными. На 8 апреля в строю 18-й бригады оставался 401 человек. В строю 30-й дивизии из 3030 бойцов списочного состава, имевшихся на 19 января 1945 года, теперь оставалось 1173 (по списку 1959). Подводя итоги боёв по отражению последнего немецкого наступления, штаб 30-й дивизии выразил признательность и благодарность 18-й бригаде за самопожертвование, стойкость и высокий боевой дух бойцов. Отдельно была выражена благодарность 2-му батальону и заместителю командира 18-й бригады А. И. Дьяченко.

### Наступление на Триест
К 17 апреля в строю Базовицкой бригады (без 4-го батальона) было 438 бойцов (по списку 502). В 1-м батальоне числилось 68 человек; во 2-м — 247 человек; в 3-м — 85 человек.
Бригада имела следующее вооружение: один миномёт калибра 81 мм с боекомплектом в 30 мин, 2 миномёта калибра 50 мм (60 мин), английский противотанковый гранатомёт PIAT (11 мин), 2 станковых пулемёта «Бреда» (3500 патронов), 3 станковых пулемёта других систем (2680 патронов), 19 ручных пулемётов различных систем, в том числе 1 чешский (750 патронов), 16 английских ручных пулемётов «Брен» (12860 патронов), 2 ручных пулемёта «Бреда» (1280 патронов), 51 автомат (8550 патронов), 149 винтовок «Маузер» (2560 патронов), 44 пистолета (429 патронов), 16 винтовок «Бреда» (800 патронов), 146 английских винтовок (9930 патронов), 2 полуавтоматические винтовки (130 патронов), 1 противотанковое ружьё (75 патронов) и 341 ручная граната.
Тем временем обстановка на фронтах вокруг Словенского Приморья развивалась стремительно. 9 апреля американская 5-я и британская 8-я армии начали наступление c подножия Апеннин через Паданскую низменность и 21 апреля освободили Болонью. 13 апреля советские войска заняли Вену и продвигались в Австрии. 6 апреля югославская армия освободила Сараево, а 16 апреля был окончательно прорван Сремский фронт, и югославские войска начали преследование немецких дивизий, отступающих к Загребу и Марибору. Одновременно югославская 4-я армия 16 апреля разбила немецкие и усташско—домобранские части в районе Кралевица — Локве и начала продвижение в Горском Котаре, а к 21 апреля вышла на рубеж немецкой линии обороны Гоманьце (около Клана) — Трстеник — Клана — Рьечина (т. н. линия «Ингрид»), для которой противник использовал укрепления вдоль бывшей югославско-итальянской границы. 20 апреля Главный штаб Югославской армии в Словении приказал командованию 9-го корпуса очистить район Трновского леса и приготовиться к прорыву на Триест. Общий штурм этого города войсками 4-й армии был назначен на 27 апреля. В операции задействовались 13 дивизий: 13-я, 19-я и 26-я наступали с фронта, 5 дивизий наносили удар во фланг немецкой обороны (8-я, 9-я, 20-я, 29-я и 43-я), пять лёгких дивизий (15-я, 18-я, 30-я, 31-я и итальянская Гарибальдийская дивизия «Натизоне») действовали с тыла, a две дивизии (7-я и 34-я) обеспечивали правый фланг армии на направлении Карловаца.
В ночь с 19 на 20 апреля бригада вышла из села Войско в поход за освобождение плато Трновский лес. 20 апреля 2-й батальон принял участие в овладении опорным пунктом в селе Заврх, чей гарнизон состоял из 85 солдат 10-го полицейского полка. В донесении для штаба 9-го корпуса от 21 апреля 1945 года командование 30-й Словенской дивизии отметило, что решение поручить штурм опорного пункта 18-й бригаде было продиктовано её боеспособностью, «особенного 2-го русского батальона, который явно выделяется среди других подразделений». В бою погибли четыре бойца, и двое были ранены. 26 апреля батальон освободил село Отлица. Взятие Отлицы и Предмеи открыло бригаде путь в Випавскую долину и далее на Триест. Перед наступлением 2-й батальон получил значительное подкрепление из числа советских граждан, прибывших из 19-й ударной бригады «Сречко Косовел» 30-й дивизии 9-го корпуса, и теперь насчитывал в своих рядах около 400 человек. Благодаря пополнению Базовицкая бригада стала самой многочисленной в 30-й дивизии.
18-я бригада перешла в наступление на Триест 28 апреля с наступлением темноты. На пути к цели ей предстояло преодолеть Випавскую долину и занять район Вртовче — Хрушевица — Штанел. В авангарде 30-й дивизии и 18-й бригады наступал 2-й батальон. В бригадной колонне двигались также штаб дивизии и артиллерия 9-го корпуса. Всё, что могло бы осложнять движение, было оставлено в Отлице. Достигнув контролируемого четниками села Добравле, 2-й батальон разбил боевое охранение неприятеля и сходу, вместе с 1-м батальоном, овладел опорным пунктом. В бою были убиты 16 четников, 15 взяты в плен. Партизаны уничтожили два артиллерийских орудия и тяжёлый пулемёт. Трофеи составили 46 винтовок, 3 автомата, много боеприпасов и другое имущество. В 3 часа ночи 29 апреля батальон занял с ходу мост через Випаву. В 8 часов утра было освобождено село Штанел, в 17 часов — Дутовле. В освобождённых сёлах бойцов встречали как победителей. Преодолев за сутки 30 км, бойцы вышли на рубеж в 10 км от Триеста.
30 апреля бригада блокировала Опичину, важный узел обороны Триеста. Сначала опорные пункты противника атаковал 2-й батальон, он же захватил первые вражеские бункеры. Штурм Опичины происходил с большими потерями с обеих сторон. К вечеру 1 мая советские и югославские бойцы заняли главные немецкие позиции. Была освобождена железнодорожная станция и установлен стык с подразделениями 9-й ударной бригады 20-й Далматинской ударной дивизии. В тот день погибло много партизан.
1 мая Триест почти полностью перешёл в руки восставших, а также частей 30-й дивизии 9-го корпуса и других подразделений 4-й армии, за исключением нескольких незначительных очагов сопротивления в городе и Опичине. 2 мая в город вошли части 2-й Новозеландской дивизии союзников. 3 мая к 14 часам немцы были вытеснены в западную часть Опичины. Вскоре в их тылу появились танки Новозеландской дивизии. После непродолжительных переговоров с командиром 20-й дивизии противник капитулировал. В Опичине в плен Югославской армии сдались 29 офицеров, 2682 солдата, а также 300 раненых.
В 17 часов 30 минут того же дня Базовицкую бригаду сменила 10-я Герцеговинская бригада 20-й дивизии. Деятельность 18-й Словенской ударной Базовицкой бригады и её «русского» батальона на этом завершилась. Цена победы была высокой: при штурме Опичины 30-я дивизия потеряла убитыми 50 бойцов, и ещё 124 партизана были ранены. Половина этих потерь пришлась на 18-ю бригаду. Среди убитых было много советских граждан. В последнем бою также погиб командир бригады Франс Немгар.
За подвиги, совершённые в боях за освобождение Словенского Приморья, 88 советских бойцов батальона были награждены югославскими орденами и медалями. За боевые заслуги 2-й батальон был представлен к награждению Орденом Партизанской Звезды III-й степени.
Подводя итоги боевой деятельности батальона за период с октября 1943 по май 1945 годов, штаб 9-го корпуса указал, что его бойцы участвовали в 86 боях, совершили 54 нападения на коммуникации и опорные пункты противника и трижды спасали весь корпус в сложных ситуациях.

### 2-й батальон в мае 1945 года
Сразу же после завершения боёв в Опичине в бригаду поступил приказ из штаба 30-й дивизии, требующий срочно отправить 2-й батальон вместе со всеми советскими гражданами из роты тяжёлого оружия бригады под командой А. И. Дьяченко в населённый пункт Шемпас (община Нова-Горица). Приказ был инициирован советской стороной.
Распоряжение явилось ударом для бойцов батальона, так как оно лишало их почётного права войти вместе с бригадой на следующий день в качестве победителей в освобождённый Триест. Несмотря на это, приказ был исполнен. Батальон спешно сдал дела. Затем началось прощание с товарищами. Происходившее в тот день описал в своей книге Франьо Бавец-Бранко. По его словам, этих людей объединяла крепкая дружба, скреплённая кровью, проверенная и в радости, и в беде. Они знали, что больше никогда не увидят друг друга. Много было трогательных сцен. После короткого торжественного построения, рапорта и прощальной речи комиссара бригады советские бойцы покинули расположение партизанской части.
5 мая 2-й батальон был преобразован в 1-ю Русскую ударную бригаду Югославской армии с целью организованной отправки в СССР. Бригада унаследовала почётное звание «ударной», добытое в боях подвигами бойцов 2-го батальона. Командиром был назначен А. И. Дьяченко, которому накануне присвоили звание майора. Формирование новой воинской части проводилось в селе Шемпас, куда направлялись советские граждане из других бригад и частей 9-го и 7-го корпусов, расположенных в Словенском Приморье и Гореньске. К 15 мая бригада насчитывала около 600 человек. В течение мая сборы в Шемпасе были завершены и бригада отправилась через Любляну в расположение Красной армии.

## О численности, потерях и статусе бойцов 2-го батальона
Сведения о численности 2-го батальона противоречивы из-за того, что его часто называют 1-й Русской бригадой, а также разнятся в разных источниках. Так, В. В. Зеленин сообщает, что в марте 1945 года на базе «русского» батальона 18-й Сочской бригады была развёрнута бригада, завершившая боевой путь в Триесте в мае 1945 года. По данным М. И. Семиряги, 1-я Советская ударная бригада сформирована в начале апреля 1945 года на базе Советского ударного батальона 18-й бригады в составе шести батальонов численностью 1500 бойцов. Т. С. Бушуева частично повторяет тезисы Семиряги. В то же время, её данные о численности охватывают диапазон от 600 чел до 800 чел. Историк В. Н. Казак относит время создания 1-й Русской бригады к периоду после завершения боёв за Триест. По его сведениям в 1-й Русской бригаде было всего около 800 человек, включая убитых и пропавших без вести. Согласно информации Ф. Бавец-Бранко в конце апреля 1945 года во 2-м батальоне было около 400 бойцов.
По данным В. Н. Казака, в 1-й Русской бригаде (очевидно 2-м батальоне, так как бригада боевых действий не вела) погибли 175 человек, 39 пропали без вести, 287 человек были ранены. Приведенные потери батальона значительно превышают относительные показатели потерь советских граждан — бойцов НОАЮ (из 6100 советских бойцов югославской армии погибло и пропало без вести 656 человек).
Историк М. И. Семиряга называет 2-й батальон штурмовым. Большие потери личного состава 2-го батальона обусловлены не только интенсивностью военных действий Базовицкой бригады, но и особенностью положения, в котором пребывали партизаны — граждане СССР. Ветеран Базовицкой бригады Риккардо Горуппи (Riccardo Gorup/Goruppi) свидетельствует: «Для нас было большим преимуществом иметь эту группу советских военных, хорошо обученных и понимающих военную ситуацию. Они знали, за что сражаются. Но знали и о том, что вернуться домой, побывав в плену, будет очень трудно. А потому бросались в бой с ещё большим пылом, ещё большей яростью».
Задачи бойцов батальона конкретно сформулировал представитель советской военной миссии при штабе 9-го корпуса подполковник И. П. Рыбаченков во время посещения бригады 20 августа 1944 года: смыть кровью позор сотрудничества с оккупантами… быть всегда впереди на самых опасных участках боя.
Статус советских бойцов словенской бригады характеризует итальянский историк Марина Росси: «В общем, бывшие коллаборационисты были очень хорошими солдатами… Многие из них рисковали, их репатриация была тяжёлой. К примеру, им пришлось долго сидеть в лагерях. По этой причине они выполняли наиболее опасные военные задачи. Коммунисты, как и британская разведка, часто использовали военнопленных для самых смелых акций». Росси дополняет: «Здесь, далеко от родины, никто их не знал. Если умирал партизан из местного села — всё село его оплакивало. Если умирал незнакомец, плакать было некому. И поэтому их всегда отправляли на первую линию, везде». О морали людей батальона рассказывает секретарь Триестской провинциальной национальной ассоциации итальянских партизан Джованна Станка Хроватин. При штурме Опичины вечером 3 мая 2-й батальон героически атаковал немецкий бункер. В том бою погибли 29 человек. При этом они сами вызвались пойти в атаку, потому что были уверены, что таков их долг.

## Командный состав 2-го батальона
Командиры батальона: Янко Кофол (партизанский псевдоним Тине), Леопольд Кошир (Змаго), Сретен Дьенадия, Анатолий Игнатьевич Дьяченко, Бейсен Акимович Раисов.
Заместители комбата: Л. Кошир (Змаго), А. И. Дьяченко, Славко Конавец (Ваня), Мирко Гром, Александр Николаевич Казанцев, Назар Фатониязович Каюмов, Бруно Николаевич Козловский, Иван Кондратьевич Черечукин.
Начальник штаба: Джавад Атахалилович Акимов.
Командиры рот: Иван Васильевич Белов, Алексей Гусев, Андрей Николаевич Ендальцев, Кажыахмет Жаксымбетов, Дмитрий Яковлевич Землин, Леонид Каликов, Кадыр Искандеров, А. Н. Казанцев, Александр Васильевич Калинин, Н. Ф. Каюмов, Алексей Филиппович Киселев, Б. Н. Козловский, Василий Васильевич Коков, Михаил Викторович Колесников, Энвер Мамедов, Б. А. Раисов, Василий Дмитриевич Терентьев, Шамиль Урьянов, И. К. Черечукин.
Политические комиссары батальона: Харцха Очирович Бадмаев, Сабит Кулямиров, Герман Гурьевич Малов, Тультай Исмагулович Шанов.
Политические комиссары рот: Иван Васильевич Белов, Шаяхмет Боранбаев, Какимжан Жарманов, Халик Каунбаев, Александ Васильевич Ковалёв, В. В. Коков, Кабир Меджидов, Василий Григорьевич Мельников, Александр Яковлевич Пушкарев, Андрей Тазенков, Давид Дмитриевич Татуашвили, Т. И. Шанов.
Врач батальона Микаил Рагимович Кулибеков.

## Женщины 2-го батальона
В составе батальона воевали более 20 женщин. Только одна из них — У. Я. Бондарева — до того, как стать партизанкой, служила в Красной армии, попала в плен и после побега вступила в ряды НОАЮ. Остальные — это гражданские лица, которых оккупанты вывезли на принудительные работы в Италию и Австрию. Все они бежали или освободились из мест содержания и присоединились к словенским партизанам. В батальоне девушки преимущественно были медсёстрами. Историк В. Н. Казак отмечает отвагу и выдержку Анны Федосеевны Лазько (в замужестве Пахомова). Бойцы с гордостью называли её Анкой-пулемётчицей. Много жизней раненых партизан спасла медсестра Мария Антоновна Демидова (Землина). Кроме них известны девушки — медсёстры Александра Кондратьевна Бинько (Саенко), Нина Кондратьевна Бинько (Кочубей), Антонина Ивановна Гончарова (Гадиатова), Любовь Павловна Денишенко (Панкова), Надежда Павловна Денишенко (Зимовнова), Мария Никитовна Кислинская (Маслова), Нина Андреевна Козловская, Лидия Лаврентьевна Костенко, Мария Петровна Коротун (Игнатова), Лилия Антоновна Кувардина (Смаль), Нина Михайловна Кузьмина (Дьяченко), Ксения Матвеевна Муравьёва, Тамара Александровна Семёнова, Ефросинья Тарасовна Федорченко (Воронина), Ольга Васильевна Черечукина.

## Советская военная миссия и 2-й батальон
Со 2 апреля 1944 года при Главном штабе (ГШ) НОАиПО Словении действовала группа советской военной миссии. Возглавлял её старший помощник начальника миссии полковник Н. К. Патрахальцев. 6 июня к группе присоединился сотрудник ГРУ НКО подполковник И. П. Рыбаченков с радистом Леонидовым. Рыбаченков и Леонидов были прикреплены к штабу 9-го корпуса. Их задачей была организация приёма грузов в рамках советской военной помощи, консультации словенских командиров по военным вопросам и сбор сведений о противнике. Как пишет историк А. М. Сергиенко, «Иван Петрович часто бывал в партизанском батальоне» 18-й Словенской ударной Базовицкой бригады.
Остаётся неустановленной роль представителей советской военной миссии при постановке командованием 9-го корпуса задач бойцам из числа советских граждан. Вместе с тем, известно, что Рыбаченков требовал от командования 9-го корпуса предоставить военной миссии права в управлении «русским» батальоном, в частности, при назначении бойцов на определённые должности. Перечень его предложений включал право миссии принимать окончательное решение в случаях суда над членами «русского» батальона за прошлые и новые преступления. Рыбаченков поставил штабу корпуса также условие — правда, в мягкой форме, — чтобы при планировании крупных боевых задач словенцы советовались с военной миссией. Эти предложения были отвергнуты штабом корпуса без консультаций с ГШ НОАиПО Словении. В ответе Рыбаченкову было сказано, что «русский батальон является структурной единицей 9-го корпуса и на него распространяются такие же правила, как и на все другие подразделения. По этой причине твои (Рыбаченкова) предложения не могут быть приняты, иначе это нарушало бы принципы суверенитета Республики Словения и демократической Югославии». По заявлению политического комиссара 9-го корпуса Виктора Авбеля, в дальнейшем отношения советской военной миссии со штабом 9-го корпуса никоим образом не нарушались.

## Неизученные аспекты истории батальона
Историк В. Н. Казак приводит выдержку из приказа штаба 30-й дивизии от 27 апреля 1945 года: «Пусть 18-я ударная бригада включит в свой состав русский батальон, насчитывающий по списку и налицо 132 бойца, которые до настоящего времени находились в 19-й ударной бригаде». Батальон, якобы, был создан на базе «русской» роты, сформированной в бригаде с весны 1944 года. Вместе с тем, Радосав Исакович пишет, что 21 апреля 1945 года из Венецианской Словении в 19-ю ударную бригаду «Сречко Косовел» прибыл «русский» батальон, сформированный из числа казаков — перебежчиков из казачьих формирований вермахта. Батальону была отведена роль резерва бригады. Автор не сообщает, какому партизанскому формированию из Венецианской Словении принадлежал ранее этот батальон. Он же отмечает, что «русская» 4-я рота 3-го батальона 19-й бригады, существовавшая с декабря 1943 года, в конце марта 1944 года убыла в полном составе во 2-й батальон 18-й Словенской бригады.
По свидетельству Г. А. Жиляева, среди людей, прибывавших во 2-й батальон и утверждавших, что дезертировали из немецкой армии или бежали из лагерей, было больше шпионов (словен. vohunov), чем в словенских подразделениях. Жиляев писал, что советские граждане хорошо знали друг друга и видели, кто и как вёл себя в лагерях военнопленных или в немецкой армии. Именно поэтому шпионов выявляли быстро. Однако, дополнительных сведений по данному вопросу в публикации не содержится.
Писатель С. С. Смирнов сообщает о защитнике Брестской крепости — пограничнике Еремееве Григории Терентьевиче из города Кызыл-Кия в Средней Азии, бежавшем в 1943 году из плена в районе города Удине и воевавшем в 9-м югославском корпусе в «особой русской партизанской бригаде». Здесь он был пулемётчиком, командиром отделения, затем взвода. С боями дошёл до города Триест. Вместе с тем, словенский исследователь Мариян Беричич отмечает, что в книге Г. А. Жиляева «Kaj nas je povezovalo? Zapisi 1943—1945», посвящённой истории 2-го «русского» батальона, отсутствуют какие-либо упоминания об этом человеке.

## После войны
17 июня 1945 года в Белграде Председатель Антифашистского вече народного освобождения Югославии Иван Рибар вручил 232 бойцам 1-й Русской бригады боевые ордена «За храбрость» и одноимённые медали. Здесь же около 60 человек были призваны в ряды Красной армии. Остальные бойцы бригады отправились на родину через Софию, Бухарест и Одессу. Конечной точкой маршрута была Москва (Подольск).
Из обнародованных на портале «Память народа». документов известно, что расформирование 1-й Русской бригады проводилось в июне 1945 года на армейском сборно-пересыльном пункте НКО № 55. Согласно сведениям историка Казака В. Н., списочная численность бригады в конце июня составляла 416 человек (ещё около 90 человек находились в это время в различных госпиталях). Каким было возвращение бойцов бригады домой, открытые источники сообщают мало. Спецпроверка репатриантов осуществлялась в проверочно-фильтрационном лагере (ПФЛ) НКВД № 174 (Подольск) и, для части бывших партизан, — в 12-й запасной стрелковой дивизии (ЗСД, ст. Алкино-2, Башкирская АССР). Согласно Г. А. Жиляеву, по прибытии в СССР многие бывшие партизаны оказались в спецлагерях в Сибири.
В начале 1960-х годов появились первые публикации, рассказывавшие о 2-м батальоне и 1-й «русской» бригаде (Зеленин В. В., Клоков В. И., Семиряга М. И.). Григорий Александрович Жиляев, пропагандист батальона, воевавший в Базовицкой бригаде почти с начала её формирования и до последнего дня, всё это время вёл подробный дневник боевых действий 2-го батальона, хранящийся теперь в архиве Военно-исторического института Любляны (arhiv Vojaškega zgodovinskega instituta). В 1962 году его рассказ «Ударная бригада» был напечатан в сборнике «О чём не говорилось в сводках». Во многом благодаря ему была сохранена полная история военного формирования советских граждан, воевавших в рядах Базовицкой бригады. В 2004 году в Словении вышла в свет книга Г. А. Жиляева «Kaj nas je povezovalo? Zapisi 1943—1945» (Что нас объединяло? Записки 1943—1945).
Из публикаций известно, что первый командир 2-го батальона, замкомбрига 18-й бригады и комбриг 1-й Русской бригады Анатолий Игнатьевич Дьяченко был награждён за отвагу и мужество двумя югославскими орденами «За храбрость», орденом Братства и единства, орденом Партизанской Звезды II-й степени, медалью «За храбрость», а также советским орденом Красного Знамени. В 1966 году николаевская областная газета «Южная Правда» напечатала большую статью о Дьяченко. В ней сообщалось, что в 1957 году он побывал в Словении, посетил могилу героя-разведчика Мехти Гусейнзаде, встретился со своими боевыми товарищами, был принят в составе делегации президентом СФРЮ Иосипом Броз Тито. После войны А. И. Дьяченко жил в Николаеве, где работал механиком бурового участка СМУ 22 «Укрводстроя». Вёл активную общественную деятельность, переписывался с ветеранами бригады.
Бейсен Акимович Раисов — командир 2-го батальона с февраля 1945 года до конца войны — награждён орденом «За храбрость» и двумя медалями. После войны жил в городе Мары Туркменской ССР, где работал на машиностроительном заводе.
Заместитель комбата Назар Фатониазович Каюмов в боях в Словении был дважды ранен. За боевые заслуги награждён тремя югославскими правительственными наградами. После войны жил в селе Джалджит (ныне Солехон) Кофарнихонского сельсовета Орджоникидзеаба́дского района (теперь Вахдатский район) Таджикской ССР.
Начальник штаба батальона Джавад Атахалилович Акимов награждён орденом «За храбрость». После возвращения в СССР проходил проверку в ПФЛ № 174 и 12-й ЗСД, работал на лесозаготовках в Коми АССР. После демобилизации, в декабре 1946 года, вернулся в родной посёлок Ламбалу Ноемберянского района Армянской ССР. В 1963 году издал книгу под названием «Интигам» (Месть), посвящённую Герою Советского Союза Мехти Гусейнзаде, партизанам 1-й Русской ударной бригады и Русской роты 3-й Словенской ударной бригады. В 1981 году ему был предоставлен статус персонального пенсионера.
Григорий Александрович Жиляев награждён югославскими орденом «За храбрость» и одноимённой медалью. После войны окончил факультет журналистики МГУ, жил и работал в Москве. Активно добивался в различных инстанциях предоставления бывшим бойцам батальона статуса участников боевых действий. Жиляев проделал большую работу по розыску бойцов бригады. Его усилиями в День Победы в 1977 году и 1980 году в городе Шахты состоялись встречи ветеранов Базовицкой бригады. В первой приняли участие 40 ветеранов, во второй — около 100.
Харцха Очирович Бадмаев после войны жил в городе Элиста. Командир роты, замкомбата Бруно Николаевич Козловский (Том) за заслуги в боях на земле Словении был награждён югославским орденом «За храбрость» и одноимённой медалью. После войны жил в городе Балта Одесской области, где работал заместителем директора отделения банка.
Кулибеков Михаил Рагимович вернулся после демобилизации в город Кировабад. Награждён двумя орденами «За храбрость». В 1951 году защитил кандидатскую и в 1965 году — докторскую диссертации. 4 марта 1967 года ему присвоено звание профессора по кафедре органической и биологической химии. До конца жизни возглавлял кафедру в Азербайджанском государственном аграрном университете.
Анна Федосеевна Лазько (Пахомова) жила в Харькове, где работала бригадиром на обувном объединении.

## Память о 2-м «русском» батальоне
В 2009 году в память о бойцах «Русского батальона» в составе 30-й дивизии 9-го корпуса в Мемориальном парке Трново (Нова-Горица) установлены мемориальные доски с фамилиями 131 гражданина СССР, павших в боях на юго-западе Словении. В 2012 году памятник был обновлён и список дополнен 12 ранее неизвестными именами советских партизан. В настоящее время гранитные плиты хранят имена 153 советских граждан, погибших, сражаясь в составе 2-го батальона и других подразделений 9-го корпуса НОАЮ.
25 апреля 2010 года, в День освобождения и объединения Италии, на военном кладбище города Триест состоялось торжественное открытие обелиска в память 104 бойцов батальона, погибших при освобождении северных областей этой страны. Обелиск был установлен по инициативе посольства Казахстана в Италии.
В 2012 году телекомпанией «Родина» был создан фильм «Русский батальон». Режиссёр фильма А. Ладнов, автор С. Барабанов.
В 2014 году в Италии опубликована книга профессора Университета города Триест Марины Росси под названием «Soldati dell’Armata rossa al confine orientale 1941—1945» (Солдаты Красной армии на восточной границе 1941—1945), посвящённая истории 2-го батальона 18-й Словенской ударной Базовицкой бригады и советским партизанам, действовавшим в Венеции-Джулии (Юлийской Крайне). В первой части книги представлена историческая реконструкция деятельности советских людей в рядах словенских партизан. Вторая часть издания содержит итальянскую версию военного дневника Григория Жиляева.
3 декабря 2016 года на обновлённом монументе в честь погибших бойцов 9-го корпуса НОАЮ у села Ковк (Айдовшчина) установлена бронзовая мемориальная доска в память о гражданах СССР — бойцах «Русского батальона» Базовицкой бригады. Памятник расположен недалеко от места ожесточённых боёв за стратегически важную высоту Сини-Врх в марте 1945 года.
14 апреля 2021 года на мемориале кладбища села Отлица открыта памятная плита с фамилиями 16 бойцов «русского» батальона, погибших в районе Отлицы в 1945 году.
В 2023 году издательство «Алетейя» опубликовало русский перевод книги Марины Росси «Soldati dell’Armata rossa al confine orientale 1941—1945» под названием «Советские партизаны и освобождение Италии».

### Комментарии
1. ↑  Термин Словенское Приморье, реже Приморская Словения, в период Второй мировой войны не имел территориального определения. Под этим названием чаще всего подразумевалась часть территории Юлийской Крайны, как по-словенски и хорватски называли Венеция-Джулию, пролегающая с востока на запад от границы между Королевством Италия и Королевством сербов, хорватов и словенцев, установленной Рапалльским договором, и до старой границы между Италией и Австро-Венгрией по состоянию на 1915 год (исключая, хорватские территории и Канальскую долину[словен.]). Этим термином также обозначалась западная часть словенской этнической территории, включая Венецианскую Словению, Резию и Канальскую долину[1].
2. ↑  Термин «русский батальон» не связан с национальным составом сформированного подразделения. Русскими в Югославии по установившейся традиции во время Второй мировой войны называли граждан СССР и военные формирования НОАЮ, состоявшие полностью или частично из представителей многих национальностей Советского Союза[2][3].
3. ↑  Штурмовые (также ударные) батальоны формировались на добровольной основе из молодых, хорошо подготовленных, идейных и положительно проявивших себя бойцов[4].
4. ↑  Юрченко Трофим Никифорович, 1916 года рождения, украинец, уроженец Винницкой области, погиб 20 июля 1944 года, похоронен в населённом пункте Церкно в регионе Горишка Словении, недалеко от Идрии[15]. Посмертно награждён орденом «За храбрость»[16].
5. ↑  Макаев Михаил Прокофьевич, 1904 года рождения, русский, уроженец Ростовской области, погиб 23 января 1944 года, похоронен в селе Кнежа, община Толмин[17].
6. ↑  Тазенков Андрей, 1918 года рождения, уроженец Казани, татарин[23].
7. ↑  Общая площадь «Кобаридской республики» составляла 400 км²[7].
8. ↑  Ковалёв Александр Васильевич, русский, уроженец города Миллерово Ростовской области, погиб 23 марта 1945 года, похоронен в городе Постойна в Словении[29].
9. ↑  Суспицин Григорий Иванович, 1919 года рождения, русский, уроженец села Ребриха Алтайского края, погиб 17 апреля 1944 года, похоронен в селе Чепован в общине Нова-Горица, регион Горишка, Словения[30].
10. ↑  Колонтаров Леонид Юсупович, 1919-1943, уроженец Самарканда, еврей[31][32][33].
11. ↑  Искандеров Кадыр Иса оглу, в базе данных портала «Память народа» значится как Скиндаров Кадир (Александр) Исаевич, азербайджанец, 1922 года рождения, рядовой.
12. ↑  Аршанов Михаил Максимович, хакас, 1921 года рождения, рядовой РККА. В составе 2-го батальона 18-й Словенской бригады воевал бойцом, командиром отделения, затем взвода. Погиб 19 января 1944 года в бою около села Локве.
13. ↑  С конца сентября 1943 года в Северную Италию и Словению была передислоцирована 162-я (тюркская) пехотная дивизия, сформированная из числа граждан СССР, кавказцев и туркестанцев - выходцев из советской Азии, завербованных в так называемые восточные легионы вермахта. Здесь дивизия вела совместно с немецкими войсками боевые действия против партизан. В рядах партизан Италии и Словении военнослужащих дивизии называли «монголами», хотя истинных монголов среди них не было. Считается, что название связано с исторической памятью европейцев о монгольском нашествии[35][36].
14. ↑  В НОАЮ был сформирован ряд подразделений, состоящих из граждан нескольких государств. Их называли международными (сербохорв. međunarodne). Эта боевая единица — 2-й «международный» батальон — была образована в 18-й Словенской бригаде[38][25].
15. ↑  Поход 30-й дивизии 9-го корпуса в Венецианскую Словению был второй подобной крупной акцией словенских партизан в этом регионе (первый поход совершили в мае 1943 года бригады 3-я Словенская ударная бригада «Иван Градник» и 17-я Словенская бригада «Симон Грегорчич»). Действовавший здесь местный Бришско-Бенешский партизанский отряд был малочисленным[49].
16. ↑  В отчёте штаба 9-го корпуса в ГШ НОАиПО Словении от 29 февраля 1944 года сообщается, что в ходе боя у села Край подразделения 18-й Словенской бригады частью разбили, а частью уничтожили вражескую колонну численностью более 220 человек. Только в одном месте были обнаружены тела 27 эсэсовцев, в то время как многие остались в лесу, а некоторых немцы унесли с собой. Число раненых у противника составило более 30 человек[52].
17. ↑  Во главе батальона А. И. Дьяченко воевал до января 1945 года, затем был назначен заместителем командира 18-й бригады. После него 2-м батальоном командовал Бейсен (в советских источниках и на портале «Память народа» значится как Борис) Раисов.
18. ↑  Казанцев Александр Николаевич, 1917 года рождения, уроженец г. Свердловск, погиб 20 декабря 1944 года, похоронен в селе Равне, Гореньска[23][55].
19. ↑  В опубликованном на портале «Память народа» списке потерь 1-й «русской» партизанской бригады числится как Кулямиров Сергей, 1914 года рождения, уроженец Карагандинской области. Похоронен в селе Край. В базе данных портала «Память народа» значится Кулямиров Сабит, 1914 года рождения, мл. политрук, пропал без вести в июле 1942 года. В книге «Побратимы: Советские люди в антифашистской борьбе народов балканских стран 1941—1945» указан как Сабит Хулямиров («Сергей»)[56][57].
20. ↑  Бадмаев Харцха Очирович, 1920 года рождения, уроженец Сталинградской бласти, Харабалинского района, село Даниловка, калмык, сержант. 14 мая 1944 года был тяжело ранен и отправлен в госпиталь в г. Бари, Италия. После излечения переправлен в СССР. Награждён орденом «За храбрость».
21. ↑  В феврале 1944 года в 3-ю Словенскую бригаду была включена большая группа бывших военнопленных красноармейцев, бежавших из 162-й тюркской дивизии. Двое из них, Мехти Гусейнзаде (партизанский псевдоним Михайло) и Мирдамат Сеидов (Иван Русский) по заданию командования 3-й Словенской бригады и в сотрудничестве со структурами Освободительного фронта начали агитацию среди личного состава «тюркской» дивизии в посёлке Опичина[итал.] вблизи Триеста с целью склонения их к переходу на сторону партизан. Подготовленная ими листовка-воззвание была отпечатана в типографии 31-й дивизии в количестве 500 экземпляров и доставлена в марте агитаторам через курьеров пункта конспиративной связи Р-15. Во время рейда 3-й бригады в район гор Церклянско-Хрибовье листовки распространялись среди дислоцированных там подразделений 162-й дивизии. По распоряжению штаба 9-го корпуса командование 30-й и 31-й дивизий назначило по одной боевой части, которые принимали в свой состав перебежчиков: 3-ю и 18-ю словенские бригады. «Михайло» и «Иван Русский» в феврале и марте 1944 года вели успешную агитационную работу в Плисковице (Pliskovica) около Опичины и обеспечили переход к партизанам многих бывших красноармейцев. В начале марта 1944 года 3-я Словенская бригада действовала уже в Церклянском регионе и поэтому, по крайней мере временно, не могла принимать перебежчиков. В этот период «Михайло» через курьеров пунктов Р-15 и Р-13 поддерживал связь с Южно-Приморским партизанским отрядом, который и принимал пополнение, впоследствии направлявшееся в 18-ю Словенскую бригаду[59][60].
22. ↑  «Русская» 4-я рота 3-го батальона сформирована в селе Локве (теперь в составе общины Нова-Горица) к 25 декабря 1943 года из числа граждан СССР, состоявших в рядах 19-й Словенской бригады «Сречко Косовел». Это были люди, бежавшие из плена, мест принудительного труда и воинских частей вермахта. В марте 1944 года была самой большой ротой в бригаде и насчитывала 70 человек. 26 марта убыла в полном составе во 2-й батальон 18-й Словенской бригады со всем оружием и снаряжением[62].
23. ↑  Укреплённый пункт Сподня-Идрия был центром концентрации гитлеровских сил и исходным пунктом для наступлений на районы, контролируемые партизанами. Система его укреплений состояла из дотов, минных полей и заграждений колючей проволоки. Здесь находилось около тысячи солдат противника, усиленных тяжёлыми миномётами, скорострельными орудиями и несколькими танками[64].
24. ↑  Хакимли Джавад Атахалил оглы, родился 20 октября 1914 года, азербайджанец, уроженец с. Лямбяли Ноемберянского района Армянской ССР. В документах военного времени и публикациях значится как Акимов Джавад Атахалилович[75][76][60][77][78].
25. ↑  Батальон «Сталин» был образован 13 сентября 1944 года из казаков, бежавших из казачьих формирований вермахта. Эта группа первоначально влилась в Гарибальдийскую бригаду «Гуидо Пичелли» (с 7 ноября 1944 года 157-я бригада «Гуидо Пичелли» Гарибальдийской дивизии «Натизоне»), приняла участие в сентябрьских боях 1944 года, а позже в составе бригады была присоединена к 9-му Словенскому корпусу в районе Коллио[83][84][85]. О пополнении 2-го батальона Базовицкой бригады личным составом «русского» батальона, прибывшего из Италии, сообщает Г. А. Жиляев в своей книге «Kaj nas je povezovalo?». Наряду с этим, он также пишет, что 17 октября в том же селе Доленя-Требуша по приказу ГШ НОАиПО Словении во 2-й батальон Базовицкой бригады были включены 150 советских граждан из соседнего 7-го корпуса[86].
26. ↑  Ф. Бавец-Бранко сообщает о ранении заместителя командира 2-го батальона Черечукина (в книге назван как Cerečkin) в бою у села Цол 12 января 1945 года и его отправке в госпиталь для лечения[87]. В статье о встрече ветеранов «русского» батальона 9 мая 1977 года, опубликованной в словенской газете «TV-15», Черечукин указан как заместитель командира 2-го батальона до 15 января 1945 года[88]. В документе, приведённом на портале «Память народа», содержатся данные о пребывании Черечукина до прихода к югославским партизанам во 2-м казачьем полку, в Тарченто.
27. ↑  В то же время в составе семи бригад 30-й и 31-й дивизий 9-го корпуса (3-я, 7-я, 16-я, 17-я, 18-я, 19-я и 20-я бригады) насчитывалось в наличии всего 2907 бойцов[100].
28. ↑  Боранбаев Шаяхмет, 1919 года рождения, уроженец Восточно-Казахстанской бласти, Бухтарминского района, Таинтинского сельсовета, казах, мл. сержант. Погиб 31 марта 1945 года у села Задлог. Посмертно награждён орденом «За храбрость». В различных источниках его установочные данные приводятся по-разному. В книге Франьо Бавец-Бранко «Базовицкая бригада» назван как Harti Burambajev и Sajahnat Barambajev. На портале «Память народа» в списке потерь 1-й Русской ударной бригады значится как Курамбаев Шаяхмед, 1919 года рождения. В то же время, на сайте «Восточный Казахстан: известные имена» указан как Боранбаев Шаяхмет (1918—1945), родился в с. Аюда Уланского района Восточно-Казахстанской области. На мраморной плите памятника советским партизанам в городе Триест в первой колонке фамилий значится Боранбаев Шаяхмет. Дата гибели — 31.03.1945[119][120].
29. ↑  Своими воспоминаниями об эпизоде прощания с советскими бойцами поделился через 32 года бывший партизан Базовицкой бригады Стоян Зигон: «Слова бойцов и командиров 2-го батальона были очень грустными. Вероятно, не было в 18-й бригаде человека, который бы не плакал во время прощальной речи. Но приказ надо было уважать, и поэтому 18-я бригада ушла в освобождённый Триест без своего легендарного 2-го батальона»[142].
30. ↑  Историки отмечают, что оказавшихся за рубежом бывших военнопленных и перебежчиков из коллаборационистских формирований вермахта тревожила их послевоенная судьба и опасения, что Советское правительство не разрешит им вернуться на Родину[81][155][156].
31. ↑  Белов Иван Васильевич, 1921 года рождения, русский, младший лейтенант (по другим данным, старшина). После войны жил в городе Пирятин, Полтавская область[160].
32. ↑  Гусев Алексей, 1920 года рождения, из Курской области, погиб 26 мая 1944 года в населённом пункте Волчья-Драга. Место рождения неизвестно[161].
33. ↑  Ендальцев Андрей Николаевич, на портале «Память народа» также значится как Ендельцов, 1918 года рождения, русский, младший сержант. После войны жил в Москве[162].
34. ↑  Жаксымбетов Кажыахмет, 1917 года рождения, уроженец Петропавловской области, Булаевский район, казах, лейтенант, погиб 21 июня 1944 года в Випаве, посмертно награждён орденом «За храбрость».
35. ↑  Землин Дмитрий Яковлевич, 1918 года рождения, русский, старший сержант. После войны жил в городе Евпатория[163].
36. ↑  Каликов Леонид, 1920 года рождения, уроженец Джамбулской области, Меркенский район, казах, ст. сержант, погиб 15 мая 1944 года, посмертно награждён орденом «За храбрость».
37. ↑  Калинин Александр Васильевич, 1917 года рождения, уроженец города Выкса, Горьковской области, русский, сержант, пропал без вести в бою за Сини-Врх 23 марта 1945 года[164].
38. ↑  Коков Василий Васильевич, 1923 года рождения, хакас, красноармеец, погиб 22 июля 1944 года на горе Облаков-Врх.
39. ↑  Мамедов Энвер Гусейнович, 1921 года рождения, уроженец села Умудлу Агдамского района, азербайджанец, мл. лейтенант[23][165].
40. ↑  Терентьев Василий Дмитриевич, 1920 года рождения, уроженец Куйбышевской области, русский, младший сержант. 10 мая 1944 года ранен, отправлен для лечения в госпиталь в город Бари, Италия[166].
41. ↑  Урьянов (на портале «Память народа» значится как Ульянов) Шамиль, 1915 года рождения, уроженец села Кюрди, Борчалинского района Грузии, азербайджанец, погиб 15 марта 1945 года в районе села Войско. Похоронен под фамилией Байрамов[167][165][168].
42. ↑  Погиб 31 марта 1945 года у села Задлог.
43. ↑  Каунбаев Халик, 1918 года рождения, казах, ст. сержант, погиб 25 февраля 1945 года в селе Равне.
44. ↑  Ковалёв Александ Васильевич, 1923 года рождения, уроженец Ростовской области, г. Миллерово, русский, пропал без вести в бою на горе Сини-Врх 23 марта 1945 года.
45. ↑  Кулибеков Микаил Рагим оглы (1915—1993). Партизаны называли его «доктор Миша».
46. ↑  В декабре 1982 года Союз ветеранов Словении направил в Москву бывшего политического комиссара 18-й Словенской ударной Базовицкой бригады Франца Чрнугеля с задачей ознакомиться на месте с положением советских граждан — бывших партизан Югославии. По результатам встреч с Г. А. Жиляевым от 24 и 25 декабря 1982 года, Чрнугелем была составлена записка, заверенная в нотариальном порядке. Согласно её содержанию, Г. А. Жиляев сообщил, что Комитет ветеранов войны СССР не делает ничего для тех, кто участвовал в освободительном движении за пределами Советского Союза, и обратился за помощью к СФРЮ и Словении за содействием в урегулировании вопроса об их статусе как участников боевых действий, а также в получении бывшими партизанами прав, положенных ветеранам в СССР. Обращение включало просьбу к бывшим командирам 9-го Словенского корпуса написать и передать личные заявления-свидетельства о раненых и погибших партизанах. Чрнугель был проинформирован о том, что 50 человек из состава батальона по возвращении на Родину предстали перед судом, были осуждены и отбыли наказания[188].
47. ↑  По состоянию на 1 мая 1985 года, список разысканных выживших бойцов 2-го батальона Базовицкой бригады содержал установочные данные на 136 человек[170].
48. ↑  Marina Rossi. Soldati dell'Armata Rossa al confine orientale 1941-1945. — Editore: Libreria Editrice Goriziana, 2014. — 300 p. — EAN (ISBN-13): 9788861023352.